# Malaysia
Malaysia [maˈla͜izi̯a], seltener Malaysien, ist eine konstitutionelle Wahlmonarchie mit 34 Millionen Einwohnern, bestehend aus 13 Bundesstaaten in Südostasien auf der Malaiischen Halbinsel oder Westmalaysia mit der Hauptstadt Malaysias Kuala Lumpur und Ostmalaysia auf einem Teil der Insel Borneo. Zwischen den beiden ungefähr gleich großen Landesteilen liegt das Südchinesische Meer.
Westmalaysia grenzt zu Wasser und Land an Thailand und hat Seegrenzen mit Vietnam, Singapur und Indonesien. Im Süden ist es durch die Straße von Malakka von der indonesischen Insel Sumatra getrennt und durch einen Damm mit dem Stadtstaat Singapur auf der gleichnamigen Insel verbunden. Ostmalaysia hat eine Land- und Seegrenze mit dem Sultanat Brunei im Norden und mit Indonesien im Süden und hat Seegrenzen zu Vietnam und den Philippinen.
Malaysia entstand 1963 aus vier ehemaligen Teilen des Britischen Weltreichs: der Föderation Malaya, der Kronkolonie Nordborneo, der Kronkolonie Singapur (bis 1965) und der Kolonie Sarawak. Seit der Unabhängigkeit 1957 vom Vereinigten Königreich ist Malaysia Teil des Commonwealth of Nations. Das politische System des Landes basiert auf dem britischen Westminster-System.
Staatsoberhaupt ist der König. Er trägt den Titel Yang di-Pertuan Agong und wird alle fünf Jahre aus einer Reihe von neun Adelsträgern gewählt. Das Parlament hat ein Ober- und ein Unterhaus nach britischem Vorbild. Von der Gründung bis zum Jahr 2018 führte in beiden Kammern die Mehrheitskoalition Barisan Nasional unter der Führung der Partei United Malays National Organisation. Im Jahr 2018 löste das Oppositionsbündnis Pakatan Harapan die bisherige Regierung ab und stellte damit erstmals den Premierminister.
Malaysia ist Gründungsmitglied des Verbands Südostasiatischer Nationen (ASEAN) und gilt wirtschaftlich als Schwellenland.

## Geographie

### Geologie
Von den Sumpf- und Küstenwäldern der Schwemmlandebenen am Meer (zum Teil mit Mangroven bewachsen) steigt das Land überall deutlich an: Auf der malaiischen Halbinsel zu nach Norden hin breit entfalteten Gebirgsketten, die aus parallel verlaufenden Berg- und Hügelzonen bestehen. Der Hauptkamm reicht bis auf 2190 m über dem Meer. In Sarawak auf eine Hochebene mit einzelnen Bergzügen und in Sabah zu einem stark gegliederten Hochgebirge, in dem sich mit dem 4095 m hohen Kinabalu der höchste Berg zwischen dem Himalaya und Neuguinea erhebt. Ebenfalls auf Borneo liegt mit der Sarawak-Kammer der größte bekannte Höhlenraum der Welt. Die größte Insel Malaysias ist Pulau Banggi, die vor der Nordspitze Borneos liegt und zum Distrikt Kudat im Bundesstaat Sabah gehört. Nordöstlich, vorgelagert vor der Küste Borneos, liegen die Turtle Islands, um die der Nationalpark Turtle Islands Park of Sabah 1977 etabliert wurde.

### Klima
Malaysia liegt komplett in den humiden, feuchtheißen Tropen: Demnach sind die täglichen und jährlichen Temperaturunterschiede mit 2 °C sehr gering, es herrscht eine hohe relative Luftfeuchte von 98 % am Morgen und über 65 % am Nachmittag und die mittleren jährlichen Niederschlagsmengen sind mit 2000 (Tiefland im Westen) über 4000 mm (Nordosten bei Monsuneinfluss) bis 6000 mm (Gebirge) Regen hoch bis sehr hoch. Die Temperaturen liegen überall ganzjährig im Bereich von 25 bis 28 °C. Von April bis Oktober ist der Südwestmonsun und von Oktober bis Februar der Nordostmonsun wetterbestimmend.
Die vier Klimadiagramme ergeben ein West-Ost-Profil: Kuala Terengganu und Kuala Lumpur liegen auf der Halbinsel (West-Malaysia), Sandakan und Kuching auf Borneo (Ost-Malaysia).

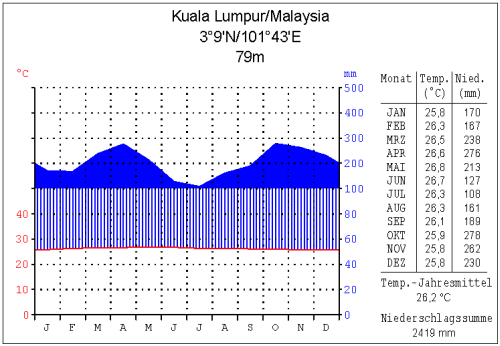
Kuala Lumpur (Malakka West)
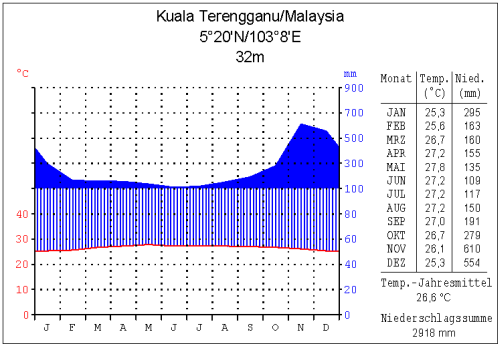
Kuala Terengganu (Malakka Ost)
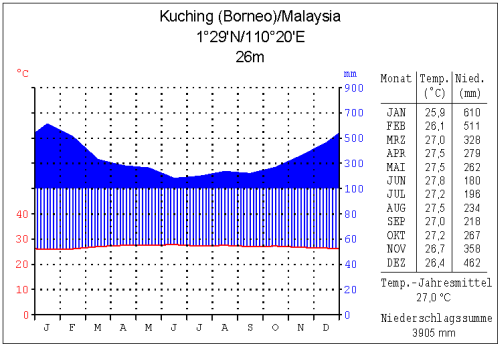
Kuching (Borneo West)
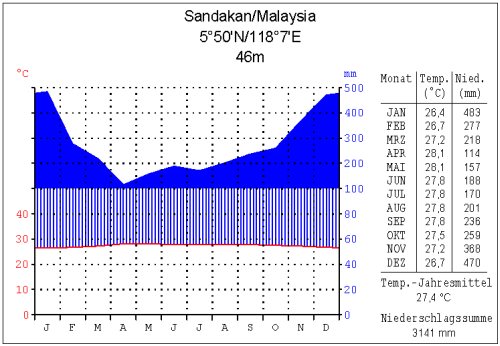
Sandakan (Borneo Ost)

### Ökologie
Sowohl die malaiische Halbinsel als auch das malaysische Borneo waren ursprünglich fast gänzlich von immergrünen tropischen Feuchtwäldern bedeckt: Bis zur Höhenstufe von 2000 m von Tiefland- und Bergregenwald sowie darüber von Wolken- und Nebelwäldern. Zu Anfang des 21. Jahrhunderts nehmen die Tropenwälder noch mehr als die Hälfte der Landesfläche ein. Fast die Hälfte dieses Waldbestandes befindet sich in Sarawak. Die wertvollen Tropenhölzer im Tiefland- und der untersten Gebirgsstufe und der Brandrodungsfeldbau der wachsenden Bevölkerungszahlen der indigenen Ethnien (vor allem im Inland Sarawaks) führen zunehmend zur Übernutzung und Degradierung der Wälder.
Die Waldbestände in Sabah und Sarawak auf Borneo gehören zu den ältesten Urwaldflächen weltweit. Insbesondere die Wälder am Mount Kinabalu zeichnen sich daher durch eine überragende Artenvielfalt aus (in Nord-Borneo liegt eines von fünf Zentren der größten Biodiversität auf der Erde). Mit einer allgemein hohen Biodiversität, ausgesprochen vielen endemischen Arten, Gattungen und Familien von Pflanzen und Tieren sowie großen Ökosystemen gehört ganz Malaysia zu den Megadiversitätsländern dieser Erde. Weit verbreitet sind Gibbons, Makaken, Malaienbären sowie zahlreiche Reptilien wie z. B. Kobras und Pythons. Seltenere Tierarten sind Elefanten, Tiger, Nebelparder, Gold- und Marmorkatze und Leoparden. Auf Borneo lebt der als stark gefährdete Tierart eingestufte Orang-Utan. Ebenfalls gefährdet ist das Sumatra-Nashorn. Zur artenreichen Vogelwelt gehören unter anderem Nashornvögel, Beos, Papageien, Fasane und Eulen. Aufgrund der großen Gefährdungslage wird Malaysia außerdem als Hotspot der Biodiversität geführt.

### Städte
Im Jahr 2023 lebten 79 Prozent der Einwohner Malaysias in Städten. Das Handels- und Finanzzentrum ist die Hauptstadt Kuala Lumpur, wo das Bundesparlament seinen Sitz hat. Die meisten Regierungseinrichtungen befinden sich hingegen in Putrajaya, das 1995 als neue Verwaltungshauptstadt errichtet wurde. Weitere wichtige Städte sind George Town, Ipoh und Johor Bahru.
Tanjung Piai, das sich im südlichen Staat Johor befindet, ist der südlichste Punkt des asiatischen Festlands. Die Straße von Malakka ist als Seeweg eine der meistbefahrenen Schiffsrouten.

## Bevölkerung

### Demografie

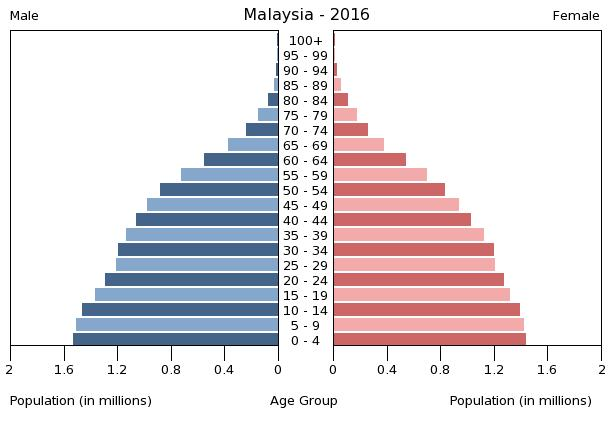
Bevölkerungspyramide Malaysia 2016

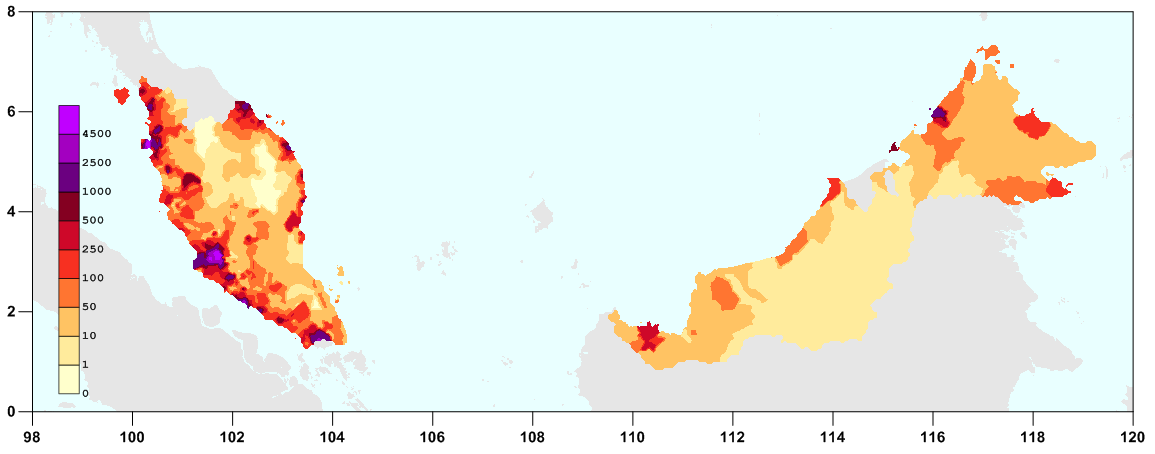
Bevölkerungsdichte Malaysias 2010

Malaysia hatte 2023 34,3 Millionen Einwohner. Das jährliche Bevölkerungswachstum betrug + 1,1 %. Zum Bevölkerungswachstum trug ein Geburtenüberschuss (Geburtenziffer: 15,0 pro 1000 Einwohner vs. Sterbeziffer: 5,4 pro 1000 Einwohner) bei. Die Anzahl der Geburten pro Frau lag 2022 statistisch bei 1,8, die der Region Ostasien und Ozeanien betrug 1,5. Die Lebenserwartung der Einwohner Malaysias ab der Geburt lag 2022 bei 76,3 Jahren. Der Median des Alters der Bevölkerung lag im Jahr 2021 bei 29,9 Jahren. Im Jahr 2023 waren 22,4 Prozent der Bevölkerung unter 15 Jahre, während der Anteil der über 64-Jährigen 7,8 Prozent der Bevölkerung betrug.
| Jahr | Einwohnerzahl | Jahr | Einwohnerzahl |
| ---- | ------------- | ---- | ------------- |
| 1950 | 06.110.000    | 1990 | 18.038.000    |
| 1960 | 08.157.000    | 2000 | 23.186.000    |
| 1970 | 10.804.000    | 2010 | 28.112.000    |
| 1980 | 13.798.000    | 2020 | 33.200.000    |

### Bevölkerungsstruktur

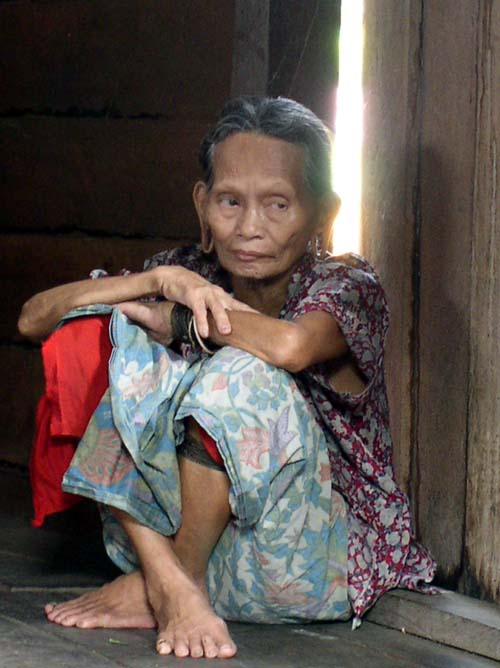
Penan-Frau in Sarawak

Die Bevölkerung Malaysias setzt sich folgendermaßen zusammen: 52,8 % sind Malaien, 20,6 % Chinesen, 11 % indigene Völker (Orang Asli und Dayak), 6 % Inder und 9 % Sonstige.
Die Bevölkerung ist nicht gleichmäßig auf dem Staatsgebiet Malaysias verteilt, denn im Ostteil Malaysias, also den beiden auf der Insel Borneo gelegenen Bundesstaaten Sarawak und Sabah, leben nur etwa 5 Mio. Menschen (circa 20 % der Bevölkerung Malaysias), obwohl die beiden Bundesstaaten zusammen etwa 60 % der Landesfläche Malaysias ausmachen, wohingegen die restlichen 80 % der Bevölkerung (circa 22 Mio. Menschen) im kleineren Westteil des Landes leben.
Die Malaien, welche zum großen Teil dem sunnitischen Islam angehören, erheben seit der Unabhängigkeit Malaysias den politischen Führungsanspruch, sie werden durch die Regierung systematisch gefördert und im öffentlichen Dienst bevorzugt eingestellt, dies wird seit der Einführung der malaysischen neuen ökonomischen Politik in den 1960er-Jahren durch den sogenannten Bumiputra-Status gesichert. Des Weiteren stellen die Überseechinesen etwa ein Viertel der Bevölkerung. Sie dominieren derzeit noch in den Städten. Die Chinesen spielen eine bedeutende Rolle in Handel und Wirtschaft. Weitere sieben Prozent der Bevölkerung sind indischstämmig. Diese sind Hindus, Muslime, Sikhs, Christen oder Buddhisten. Etwa 85 % der indischstämmigen Bevölkerung Malaysias sind Tamilen, Minderheitengruppen sind die Malayalis, Punjabis und Telugus.
In den dünn besiedelten ostmalaysischen Bundesstaaten Sarawak und Sabah stellen indigene Volksgruppen, die keine ethnischen Malaien sind, die Hälfte bzw. zwei Drittel der Bevölkerung. Sie werden wie die Malaien zur ursprünglichen Bevölkerung Malaysias gezählt und gelten somit ebenfalls als Bumiputras. Diese indigenen Volksgruppen werden in Sarawak unter dem Sammelbegriff Dayak zusammengefasst und umfassen unter anderem die Iban und die Bidayuh. In Sabah leben einheimische Volksgruppen wie die Murut oder die Kadazan.
Auf der Malaiischen Halbinsel existieren ebenfalls Ureinwohner, jedoch in kleinerer Zahl, sie werden mit dem Sammelbegriff Orang Asli bezeichnet. Diese gehören zu einer großen Zahl von ethnischen Gruppen, haben aber kulturelle Gemeinsamkeiten. Sie waren bis zum 20. Jahrhundert Anhänger von animistischen Lokalreligionen. Seitdem sind viele zum Christentum oder zum Islam übergetreten. Obwohl die Orang Asli sich hinsichtlich der Kultur von den Malaien unterscheiden, haben viele die malaiische Kultur assimiliert, etwa durch Umzug in die Städte oder durch Heirat. In die unzugänglichen Bergregenwälder Nord-Zentral-Malaysias haben sich einige Gruppen der Temiar-Senoi zurückgezogen, die dort als isolierte Völker leben.
Nennenswerte Minderheiten stellen die Europäer, Menschen aus dem Nahen Osten, Kambodscha und Vietnam. Die Europäer sind meist Briten und einige Portugiesen, deren Vorfahren seit der Kolonialzeit dort leben. Die meisten Kambodschaner und Vietnamesen kamen als Vietnamkriegsflüchtlinge nach Malaysia.
Insgesamt leben (Stand 2021) etwa vier bis sechs Millionen Einwanderer in Malaysia. Die meisten Arbeitsmigranten kommen aus Nepal, Bangladesch, Indonesien oder Myanmar.

### Sprachen
Die Amtssprache Malaysias ist Bahasa Malaysia (Malaysisch). Die englische Sprache genießt aufgrund der langen britischen Kolonialzeit in Malaysia eine besondere Rolle und ist für viele Malaysier Zweitsprache. Aufgrund einer großen chinesischen Minderheit spielt auch das Chinesische eine wichtige Rolle (vor allem Kantonesisch, Hochchinesisch, Hokkien, Hakka, Chaozhou (Teochew), Hainan, der Fuzhou-Dialekt). Aufgrund der ebenfalls in Malaysia lebenden indischen Minderheit sind zahlreiche indische Sprachen, insbesondere Tamilisch, Telugu und Malayalam verbreitet. In Ostmalaysia wird des Weiteren eine Vielzahl indigener Sprachen gesprochen, wovon die wichtigsten Iban und Kadazan sind. In Malaysia werden insgesamt 140 verschiedene Sprachen und Idiome gesprochen.
In offiziellen Dokumenten wird britisches Englisch verwendet. Durch das Fernsehen hat jedoch das amerikanische Englisch bereits einigen Einfluss genommen. Das Englisch, das in der Umgangssprache in Malaysia verwendet wird, unterscheidet sich stark vom britischen Englisch und wird deshalb auch als Manglish bezeichnet. Es ähnelt bis auf einige Slang-Ausdrücke stark dem Singlish, das in Singapur gesprochen wird.

### Religionen
Überblick
Volkszählungen zeigen etwa folgende Bevölkerungsanteile nach Religionen:
| Jahr | Islam  | Buddhismus | Christentum | Hinduismus | Chinesische Volksreligionen wie Daoismus, Konfuzianismus | Konfessionslos | Andere Bekenntnisse oder keine Information |
| ---- | ------ | ---------- | ----------- | ---------- | -------------------------------------------------------- | -------------- | ------------------------------------------ |
| 2000 | 60,4 % | 19,2 %     | 9,1 %       | 6,3 %      | 2,6 %                                                    |                | 2,4 %                                      |
| 2010 | 61,5 % | 19,6 %     | 9,2 %       | 6,3 %      | 1,3 %                                                    | 0,7 %          | 0,5 %                                      |
| 2020 | 63,5 % | 18,7 %     | 9,1 %       | 6,1 %      |                                                          | 0,9 %          | 1,8 %                                      |

Die Chinesen sind meist Buddhisten (18,7 %) oder gehören anderen chinesischen Religionen wie dem Daoismus oder Konfuzianismus an (0,9 %). Christen (9 %) gibt es in allen ethnischen Gruppen. Die Inder bestehen aus Hindus und Sikhs (6,1 %).
Islam

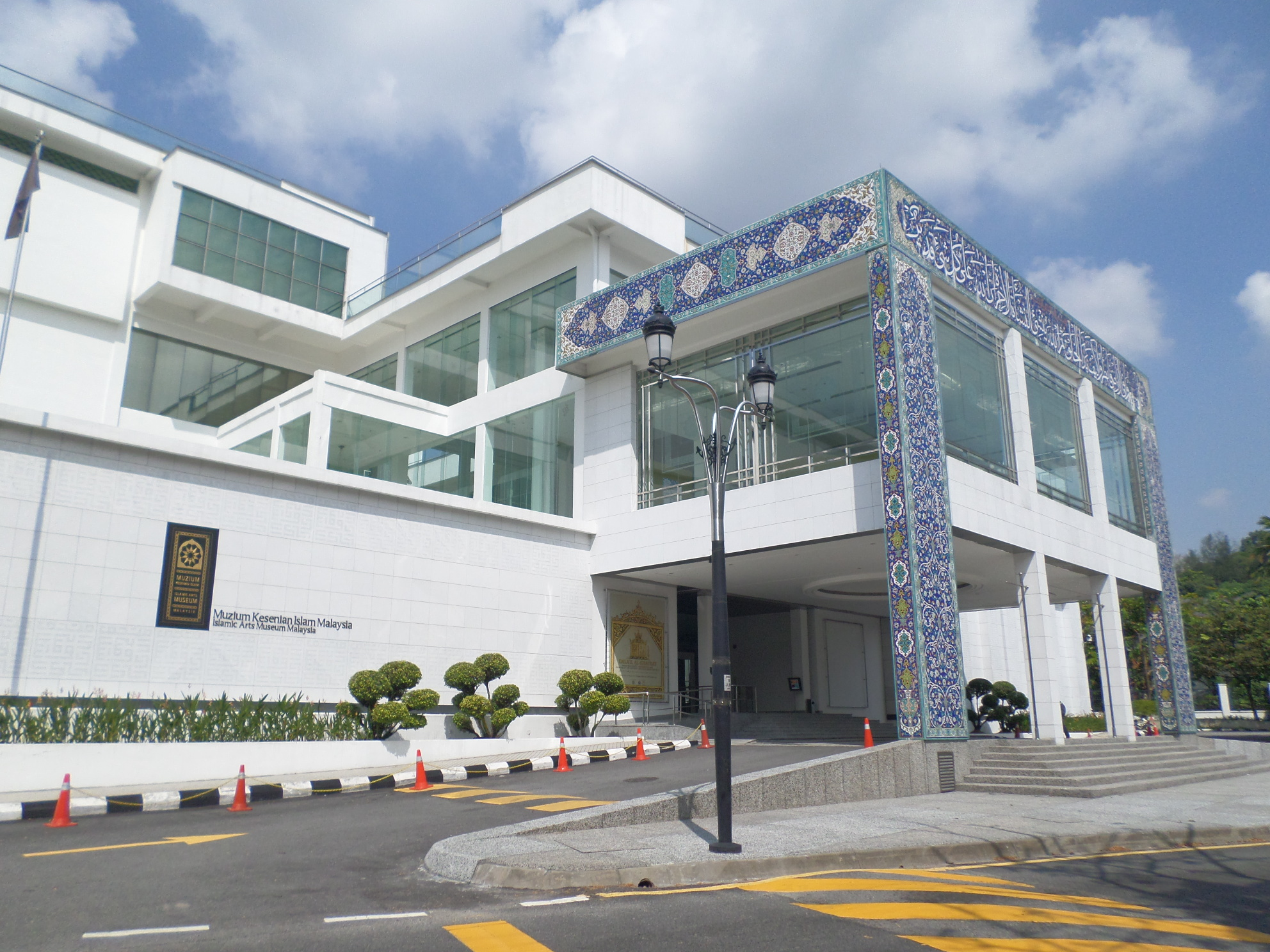
Islamisches Museum in Kuala Lumpur

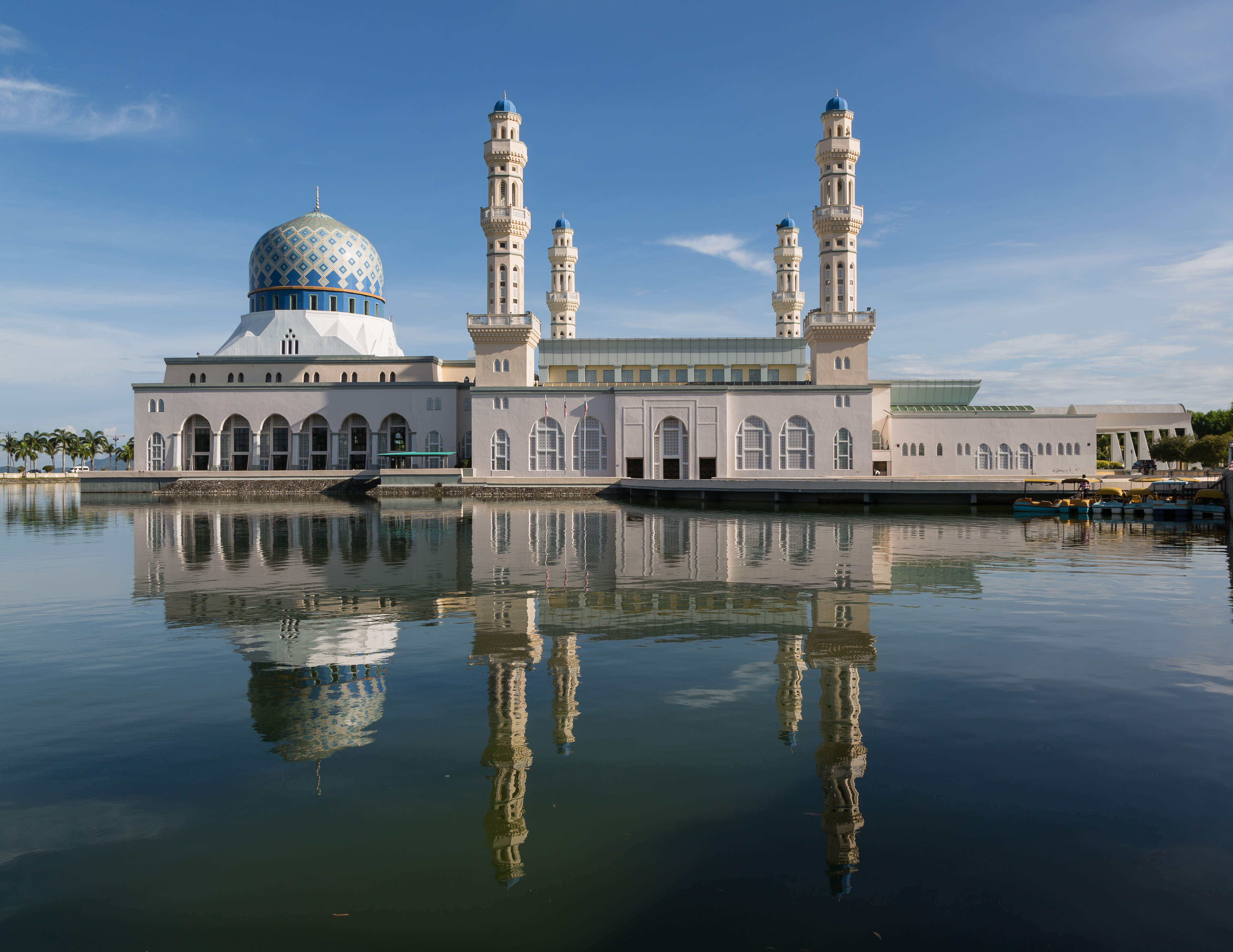
Moschee in Kota Kinabalu, Sabah

Der Islam, zu dem sich 63,5 % der Bevölkerung bekennen, ist Staatsreligion.

Es wird die Schāfiʿiten Schule des Sunnitischen Islam in Theologie und Rechtsprechung praktiziert. Andere islamische Schulen, insbesondere auch schiitische, sind untersagt.
Erstmals in Kontakt mit dem Islam kam Malaysia durch arabische Händler und Kaufleute schon Ende des 7. Jahrhunderts. Allerdings herrschten zu diesem Zeitpunkt in Malaysia verschiedene buddhistische und indisch-hinduistische Königreiche vor, so dass Muslime bis ins 14. Jahrhundert nie mehr als 10 % der Bevölkerung ausmachten. Seit dem 13. Jahrhundert ließen sich vermehrt Araber in Malaysia nieder, die sich mit der einheimischen Bevölkerung schließlich vermischten und so die Islamisierung der Malaien vorantrieben. Islamisiert wurde Malaysia wie Indonesien im 14. und 15. Jahrhundert.
Bis weit in die 1970er Jahre galten viele muslimische Malaien als liberal (ähnlich den Abangan im heutigen Indonesien). Mit der Dakwah, einer islamischen Erweckungsbewegung, setzte jedoch eine Islamisierungswelle ein (ausgelöst durch verschiedene ethnische und soziale Konflikte, siehe unter anderem Parti Islam Se-Malaysia und Al-Arqam), so dass Malaysia heute orthodox-islamisch ist. Die Malaien, die 57,9 % der Gesamtbevölkerung ausmachen, sind praktisch alle Muslime. Etwa 70 % der Malaysierinnen malaiischer Herkunft tragen Kopftuch. Traditionelle malaiische Kleidung islamischen Ursprungs wird ebenfalls von vielen Malaien getragen.
Nach der Verfassung des Landes sind alle ethnischen Malaien von Geburt an automatisch Muslime. Sie können keine Andersgläubigen heiraten. Ein Abfall vom Islam wird höchst ungern gesehen und ist in der Praxis nur schwer möglich. Hierzu ist zunächst ein „Borang Keluar Islam“ (Formular zum Austritt aus dem Islam) auszufüllen. Anschließend muss circa zwei Jahre bewiesen werden, dass man nicht doch noch zum Islam bekehrt werden kann, beispielsweise in „Umerziehungszentren“, wo Austrittswillige festgehalten werden. Letztlich muss ein Sharia-Gericht über den Austritt entscheiden – die in der Verfassung verbriefte Religionsfreiheit besteht nur theoretisch. Dies zeigen auch Fälle aus dem Jahr 2007.
Seit den 2010er Jahren nimmt der Antisemitismus in Malaysia zu.
Christentum

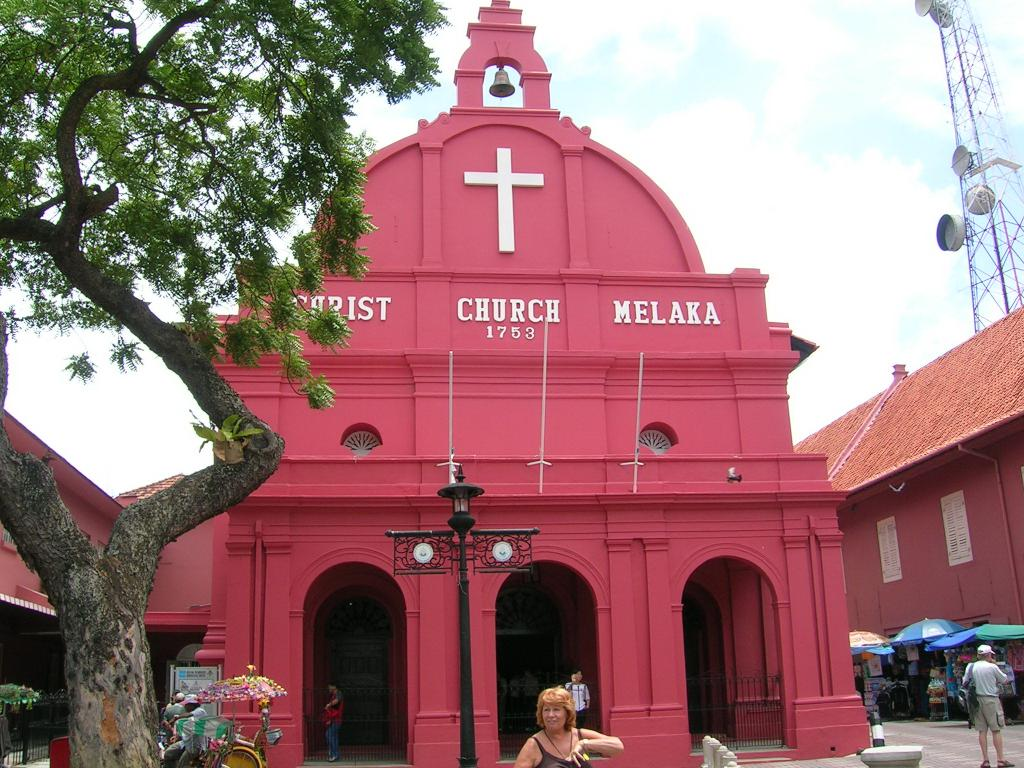
Kirche in Malakka

Die römisch-katholische Kirche in Malaysia besteht aus neun Bistümern in drei Kirchenprovinzen. Dem Council of Churches of Malaysia gehören evangelische und orthodoxe Kirchen in Malaysia an. Die christliche Presse kann nur unter Schwierigkeiten auf Malaysisch veröffentlicht werden, auf Englisch, Chinesisch und Tamil ist sie jedoch problemlos erhältlich. Uneingeschränkt ist die Verteilung von Schriften an Mitglieder von Vereinigungen oder Kirchen. Zensurversuche (konkret: Verbot des Wortes „Allah“) gab es durch die Regierung auch hier, was von einem Gericht zunächst aufgehoben, 2013 aber wieder eingeführt wurde. So sorgte das islamische Religionsamt JAIS im Januar 2014 für Schlagzeilen, als es ohne rechtliche Grundlage mit polizeilicher Unterstützung in die Räumlichkeiten der Bible Society of Malaysia eindrang und 300 Exemplare des Al-Kitab, der in malaiischer Sprache abgefassten Bibel, konfiszierte.
Der Bau von Kirchen führt in Ballungszentren häufig zu Schwierigkeiten mit der Planungsbehörde.

### Bildung

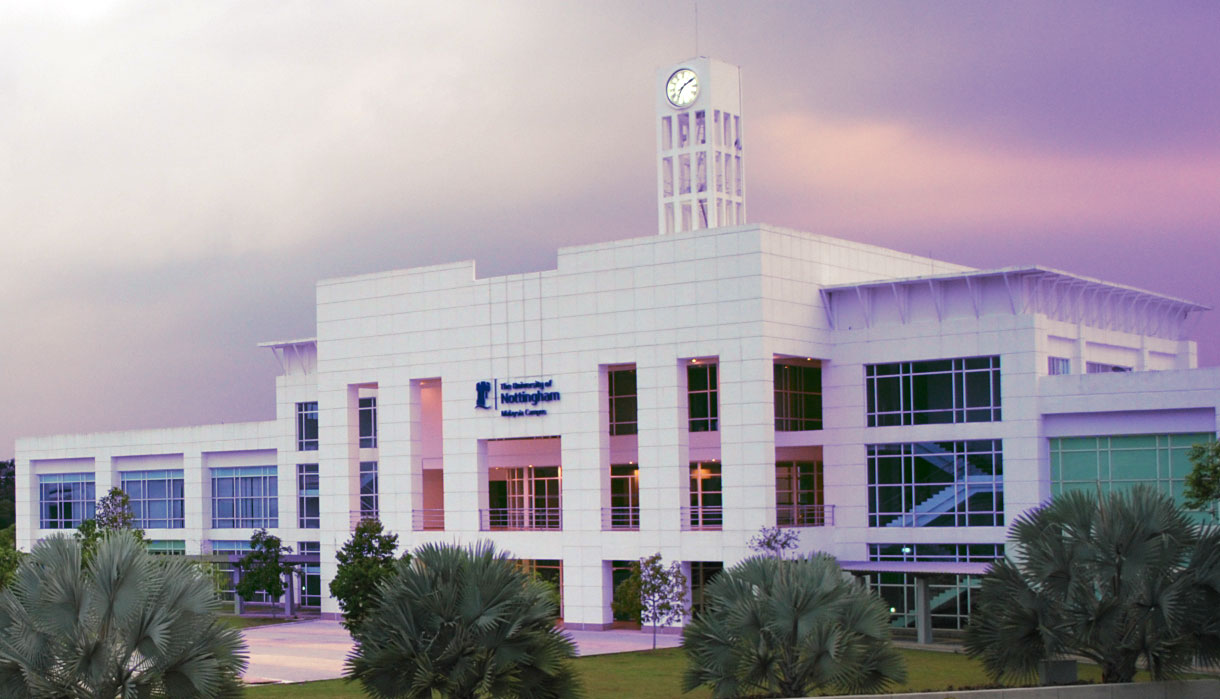
Malaysia-Campus der Universität von Nottingham in Semenyih, Selangor

Das Bildungssystem in Malaysia untersteht dem Ministry of Education (Kementerian Pendidikan Malaysia). Es ist in zwei Hauptabteilungen gegliedert, von denen sich der Education Sector mit allen Belangen der Vorschulen, der Primar- und Sekundarschulen befasst, während der Higher Education Sector für die Hochschulen zuständig ist. Obwohl für die Bildungspolitik die Bundesregierung zuständig ist, hat jeder malaysische Bundesstaat ein eigenes Kultusministerium. Die Rechtsgrundlage für die staatliche Bildungspolitik ist der Education Act 1996.
Malaysia hat ein Schulsystem in öffentlicher Trägerschaft, das allen Bürgern kostenlosen, mehrsprachigen Unterricht garantiert. Daneben gibt es die Möglichkeit, eine Privatschule zu besuchen oder am homeschooling teilzunehmen. Die Schulpflicht beschränkt sich auf die Primarstufe. Wie in vielen asiatisch-pazifischen Ländern, wie etwa Südkorea, Singapur und Japan folgen die Lehrpläne und Abschlussprüfungen einem schulübergreifenden, einheitlichen System.
2015 betrug die Alphabetisierungsrate in Malaysia 94,6 % der erwachsenen Bevölkerung. Für Frauen lag sie bei 93,2 % und für Männer bei 96,2 %. Im PISA-Ranking von 2015 erreichen die Schüler des Landes Platz 45 von 72 Ländern in Mathematik, Platz 51 in Naturwissenschaften und Platz 46 beim Leseverständnis.

### Gesundheit
Die Gesundheitsausgaben des Landes betrugen im Jahr 2021 4,4 % des Bruttoinlandsprodukts. Im Jahr 2020 praktizierten in Malaysia 22,3 Ärztinnen und Ärzte je 10.000 Einwohner. Die Sterblichkeit bei unter 5-jährigen betrug 2022 7,8 pro 1000 Lebendgeburten. Die Lebenserwartung der Einwohner Malaysias ab der Geburt lag 2022 bei 76,3 Jahren (Frauen: 78,8, Männer: 74). Die Lebenserwartung stieg von 72,8 Jahren im Jahr 2000 bis 2022 um 5 %.

## Geschichte
Die malaiische Halbinsel wurde zu einem großen Handelszentrum in Südostasien, als der Handel zwischen China und Indien zu florieren begann. Damals begann in der Straße von Malakka ein reges Treiben. Die ersten malaiischen Königreiche entstanden durch Häfen, die im 10. Jahrhundert gegründet worden waren. Die wichtigsten frühen Königreiche waren Langkasuka und Lembah Bujang in Kedah, Beruas und Gangga Negara in Perak und Pan Pan in Kelantan. Der Islam kam im 14. Jahrhundert in Terengganu an. Im frühen 15. Jahrhundert wurde das Sultanat von Malakka gegründet. Durch seinen Wohlstand zog es das Interesse von Portugal auf sich. Der Hafen wurde dann ein Zentrum der Kolonialisierung durch die Niederländer und die Briten.
Die britische Kronkolonie Straits Settlements wurde im Jahre 1826 gegründet, und Großbritannien gewann schrittweise die Kontrolle über den Rest der Halbinsel. Zu den Straits Settlements gehörten Penang, Singapur und Malakka. Penang war im Jahre 1786 durch Kapitän Francis Light gegründet worden und diente als Militär- und Handelsbasis. In seiner Bedeutung wurde es bald von Singapur überholt, das im Jahre 1819 durch Sir Stamford Raffles gegründet wurde. Malakka war nach dem britisch-niederländischen Vertrag von 1824 endgültig in britischem Besitz. Die Kolonie wurde durch die Britische Ostindien-Kompanie mit Sitz in Kalkutta regiert, bis deren Sitz 1867 nach London verlegt wurde.
Etwa zur selben Zeit wurde die britische Politik gegenüber den malaiischen Staaten immer aggressiver. Innerhalb von wenigen Jahren kamen mehrere malaiische Staaten an der Westküste der Halbinsel unter britische Kontrolle. Auf Betreiben der Händler, die in den Kronkolonien saßen, mischte sich die Regierung in die Angelegenheiten der Zinn produzierenden Staaten ein. Gleichzeitig hatte die britische Kolonialmacht Bürgerkriege und Störungen durch chinesische Geheimgesellschaften zu befrieden. Die Briten führten mit ihrer Militärmacht eine friedliche Lösung herbei, die die Händler bevorzugten. Mit dem Vertrag von Pangkor im Jahre 1874 wurde der Weg frei für die britische Herrschaft. 1896 wurden die vier Sultanate Pahang, Selangor, Perak und Negeri Sembilan zu den Föderierten Malaiischen Staaten zusammengefasst, die dem Kommissar von Singapur unterstanden. Dieser war auch der Gouverneur der Straits Settlements. Dieser Gouverneur wiederum unterstand dem Kolonialamt in London.
Die anderen Staaten der Halbinsel waren zwar nicht direkt London unterstellt, die Sultane hatten aber britische Berater an ihrem Hof. Die vier nördlichen Staaten Perlis, Kedah, Kelantan und Terengganu waren bis 1909 unter der Kontrolle von Thailand. Das Gebiet des heutigen Staates Sabah war ein britisches Protektorat, das ursprünglich zum Sultanat von Brunei und Sultanat Sulu gehört hatte und unter dem Namen Nordborneo von der Britischen Nordborneo-Kompanie verwaltet wurde. Das riesige Waldgebiet von Sarawak war persönlicher Besitz der britischen Familie Brooke, welche das Land als Lehen vom Sultan von Brunei erhalten hatte und es als Weiße Rajas für fast ein Jahrhundert regierte. Während des Zweiten Weltkrieges wurde das heutige Malaysia durch Japan besetzt. In dieser Zeit wuchs die Unterstützung für die Unabhängigkeit des Landes von der europäischen Kolonialmacht. Die britischen Pläne, eine malaiische Union zu gründen, wurden von vielen Malaien abgelehnt. Sie verlangten ein System, welches die Wünsche der Malaien stärker berücksichtigte, Singapur aus Sorge um eine Sinisierung des Landes ausschloss und Immigranten die Doppelte Staatsbürgerschaft verwehrte. Am 31. August 1957 erlangte die Föderation Malaya, bestehend aus den neun malaiischen Sultanaten sowie den beiden Straits Settlements Penang und Malakka, ihre Unabhängigkeit.
Am 16. September 1963 wurde eine neue Föderation unter dem Namen Malaysia gegründet, welche die Föderation Malaya, die britische Kronkolonie Singapur sowie die Protektorate Nordborneo (heute Sabah) und Sarawak umfasste. Die frühen Jahre waren durch territoriale Ansprüche der Nachbarn bestimmt, insbesondere durch die von Indonesien veranlasste Konfrontasi, durch das Ausscheiden Singapurs aus der Föderation im Jahre 1965 sowie durch den Nordborneo-Disput, in dem die Philippinen den Anspruch auf Sabah geltend machen wollen.

## Politik

### Staatsform

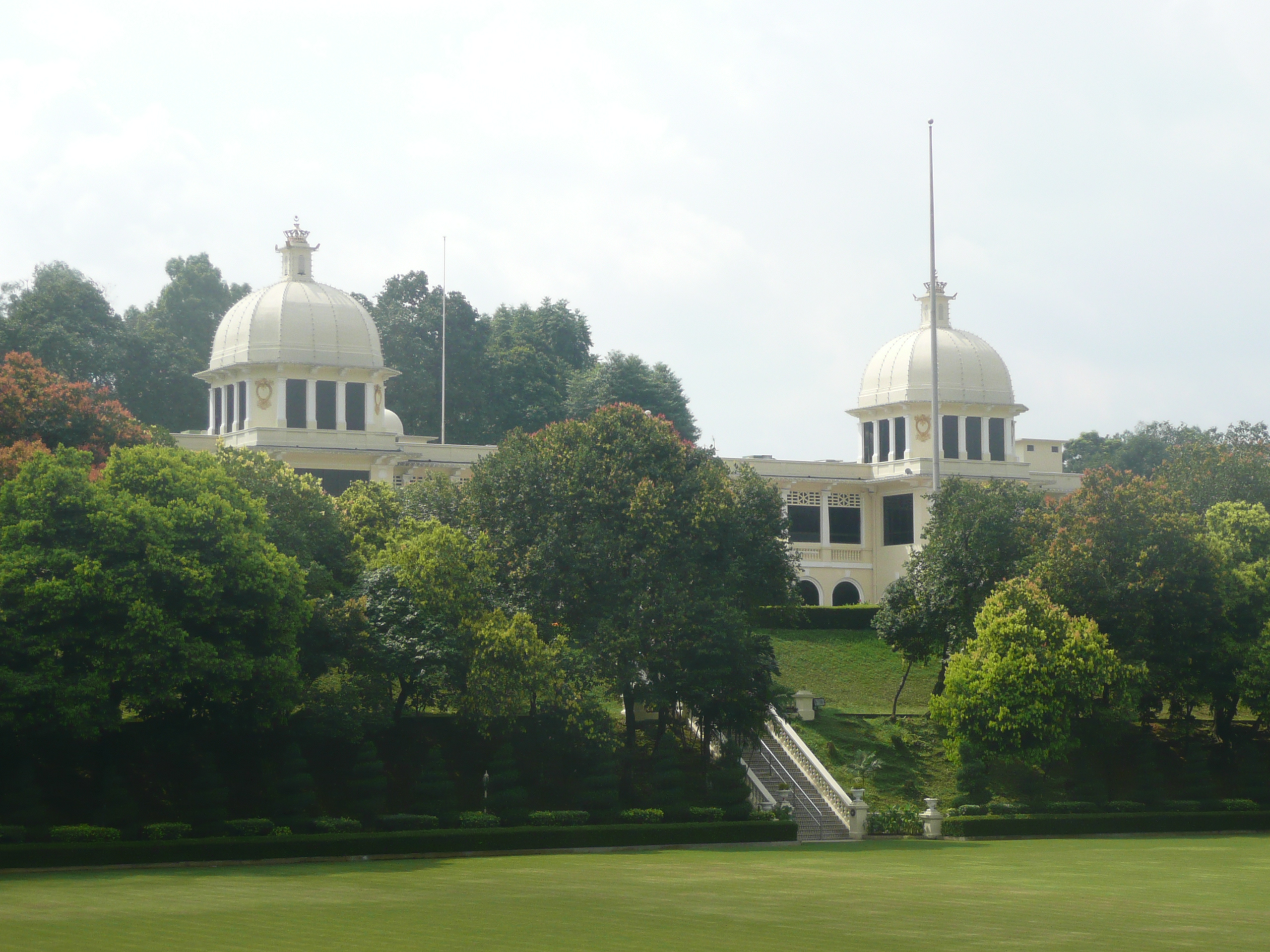
Istana Negara – offizielle Residenz des malaysischen Königs (Yang di-Pertuan Agong)

Malaysia ist eine föderalistische, konstitutionelle, parlamentarisch-demokratische Wahlmonarchie (parlamentarische Monarchie). Das repräsentative Staatsoberhaupt ist der König, der alle fünf Jahre aus den Reihen der Herrscher der neun Sultanate nach dem Rotationsprinzip ausgewählt wird. Sein offizieller Titel lautet Yang di-Pertuan Agong. Seit dem 31. Januar 2024 hat Sultan Ibrahim Ismail von Johor dieses Amt inne. Dieses System der Wahl aus den Reihen der Bundesherrscher (beziehungsweise Bundesfürsten) ist nahezu einzigartig auf der Welt. Nur die Vereinigten Arabischen Emirate sind ebenfalls eine föderale Wahlmonarchie.
Der parlamentarische Regierungschef ist der malaysische Premierminister. Diesen Posten hat seit dem 24. November 2022 Anwar Ibrahim inne. Der Premierminister leitet ein Kabinett, bestehend aus Ministern (siehe Liste der Ministerien in Malaysia).
Das Abgeordnetenhaus (Dewan Rakyat) besteht zurzeit aus 222 für fünf Jahre gewählten Abgeordneten. Die Länderversammlung (Dewan Negara) hat 70 Mitglieder. Die letzten Wahlen zur Volksversammlung fanden im Mai 2018 statt.
Nationalfeiertag ist der 31. August (Unabhängigkeitstag 1957).

### Wahlsystem
Auf Bundesebene gibt es ein Mehrheitswahlrecht, bei dem nur ein Kandidat je Wahlkreis ins Parlament gewählt wird. Dies war bis zur Wahl 2018 häufig ein Vorteil für die geschlossene Barisan Nasional gegenüber der gespaltenen Opposition. Die Größe der Wahlkreise ist zum Teil sehr unterschiedlich, so dass eine Wählerstimme je nach Wahlkreis sehr unterschiedliches Gewicht hat.
Unter der Kolonialverwaltung wurde das aktive Frauenwahlrecht 1955 eingeführt. Als das Land 1957 von Großbritannien unabhängig geworden war, wurde das aktive und passive Frauenwahlrecht am 31. August 1957 in die Verfassung aufgenommen.

### Parteien
Von 1957 bis 2018 regierte das von der United Malays National Organisation (kurz UMNO, auf Malaysisch Pertubuhan Kebangsaan Melayu Bersatu) angeführte Parteienbündnis Barisan Nasional. Zunächst trug dieses Bündnis den Namen Alliance und bestand aus der malaiischen Partei UMNO, der chinesischen MCA und der indischen MIC, womit die drei größten Volksgruppen vertreten waren. Nach Rassenunruhen, die der Parlamentswahl 1969 folgten, wurde das Bündnis erweitert und umbenannt. 1974 folgte die Gründung der Barisan Nasional („Nationale Front“). In der BN sind neben den genannten zehn weitere Parteien vertreten, die vorwiegend regionale Bedeutung haben. Die Parteien der BN einigten sich oft darauf, nur einen Kandidaten zur Wahl stellen zu lassen, sodass zwischen ihnen keine Konkurrenz entstand und die Stimmen sich auf mehrere BN-Politiker verteilten. Dadurch gelang es ihr meist, die Zweidrittelmehrheit im malaysischen Parlament zu erlangen, welche Verfassungsänderungen zulässt. Nur bei den Wahlen 1969 und 2008 erreichte sie diese Zweidrittelmehrheit nicht, konnte aber dennoch die absolute Mehrheit wahren und so die Regierung stellen. Einige BN-Mitglieder treten auf Ebene der Bundesstaaten auch als Konkurrenten auf.
Die Opposition war nicht einheitlich. Bei der Parlamentswahl 1999 schlossen sich vier Oppositionsparteien zum Wahlbündnis Barisan Alternatif zusammen. Dieses zerfiel wieder, nachdem es weder 1999 noch bei der nächsten Wahl im Jahr 2004 nennenswerte Erfolge erzielen konnte. Die wichtigsten Oppositionsparteien und Mitglieder des ehemaligen Oppositionsbündnisses sind die PAS, die DAP und die PKR. Die PAS vertritt eine malaiisch-islamistische Politik. Die DAP hat ein sozialdemokratisches Programm und wird vorwiegend von chinesischstämmigen Malaysiern gewählt. Diese drei Parteien schlossen sich 2008 erneut zu einem Bündnis zusammen, der Koalition Pakatan Rakyat unter Führung des entmachteten, sehr beliebten ehemaligen UMNO-Politikers Anwar Ibrahim und konnten bei den Parlamentswahlen 2008 einen überraschenden Erfolg erlangen, als sie in fünf der 13 Bundesstaaten die Mehrheit im Landesparlament erlangten und im nationalen Parlament verhinderten, dass die Barisan Nasional eine Zweidrittelmehrheit erlangte, was erstmals seit 1969 der Fall war.
Aus den Parlamentswahlen im Mai 2013 ging die Koalitionsregierung von Premierminister Najib Tun Razak trotz erheblicher Stimmeneinbußen noch als Sieger hervor. Sie erreichte 133 von 222 Parlamentssitzen und besaß mit 59,91 % der Sitze die absolute Mehrheit, obwohl das Oppositionsbündnis Pakatan mehr Stimmen auf sich vereinigen konnte. In der folgenden Wahl im Jahr 2018 gelang es dem vom ehemaligen langjährigen Premierminister Mahathir bin Mohamad angeführten Oppositionsbündnis Pakatan Harapan aber, die Mehrheit im Unterhaus zu gewinnen. Es löste damit erstmals die Barisan Nasional (BN) ab und stellte den neuen Premierminister.

### Föderale Struktur
Malaysia gliedert sich in 13 Bundesstaaten (malaysisch: negeri) sowie die drei Bundesterritorien (malaysisch: wilayah persekutuan) Kuala Lumpur, Putrajaya (neuer Regierungssitz) und die Insel Labuan. Staatsoberhaupt in sieben Bundesstaaten ist ein Sultan (Johor, Kedah, Kelantan, Pahang, Perak, Selangor und Terengganu) beziehungsweise in Perlis ein Raja, dem hauptsächlich repräsentative Aufgaben zukommen. Im Negeri Sembilan wird das Staatsoberhaupt, der Yamtuan Besar, von lokalen Herrschern gewählt. Die vier aus ehemaligen britischen Kronkolonien hervorgegangenen Bundesstaaten Malakka, Penang, Sabah und Sarawak haben jeweils einen von der Zentralregierung ernannten Gouverneur, den Yang di-Pertua Negeri, als repräsentatives Staatsoberhaupt.
Die gliedstaatliche Legislative wird überall von einem Einkammerparlament ausgeübt. Die gliedstaatliche Exekutive wird jeweils von einem Chefminister und den übrigen Ministern wahrgenommen; die Ernennung des Regierungschefs geschieht durch den Sultan beziehungsweise Gouverneur entsprechend den Mehrheitsverhältnissen im Parlament (Westminster-System).
Die Kompetenzenaufteilung zwischen Bund und Einzelstaat wird in einer Anlage zur Bundesverfassung geregelt, die je eine Liste der bundesstaatlichen, der gliedstaatlichen und der konkurrierenden Gesetzgebungszuständigkeiten enthält.
- Der Bund ist insbesondere zuständig für die Außenbeziehungen, die Verteidigung, die innere Sicherheit, das Zivil- und Strafrecht, das Bundesstaats- und -verwaltungsrecht, die Finanzen, den Handel, das Gewerbe und die Industrie, das Verkehrswesen, die Bildung, das Arbeitsrecht, das Gesundheitsrecht, das Medienrecht und den Tourismus.
- Den Gliedstaaten obliegen Bereiche wie Schariarecht und -gerichte, Landrechte, Land- und Forstwirtschaft, Gemeinderecht, Beherbergung, Märkte, die Lizenzierung von Theatern, Lichtspielhäusern und anderen Vergnügungsorten, regionale öffentliche Werke, regionales Staats- und Verwaltungsrecht, Binnenfischerei sowie Bibliothekswesen, Museen und archäologische Stätten. Die Staaten Sabah und Sarawak sind überdies für Häfen und innerstaatliche Schifffahrt, Landvermessung und Wasserversorgung zuständig, ferner Sabah für die Sabah State Railway.
- Der konkurrierenden Gesetzgebung unterliegen die soziale Wohlfahrt, das Stipendienwesen, der Natur- und Tierschutz, die Stadt- und Ortsplanung, das Wandergewerbe, die öffentliche Gesundheitsversorgung, Landverbesserung und Erosionsschutz, den Brandschutz, Kultur und Sport, der Wohnungsbau, die Wasserversorgung und die Denkmalpflege. In Sabah und Sarawak unterliegen der konkurrierenden Gesetzgebung überdies das Familienrecht, die Schifffahrt und der Fischfang auf dem Meer, agronomische Forschung und Pflanzenschutz, die Wasserkraftwerke sowie die Theater, Lichtspielhäuser und sonstigen Vergnügungsorte.

### Politische Indizes
| Name des Index                     | Indexwert    | Weltweiter Rang | Interpretationshilfe | Jahr |
| ---------------------------------- | ------------ | --------------- | --- | ---- |
| Fragile States Index               | 53,1 von 120 | 126 von 179     | Stabilität des Landes: stabil 0 = sehr nachhaltig / 120 = sehr alarmierend Rang: 1 = fragilstes Land / 179 = stabilstes Land | 2024 |
| Demokratieindex                    | 7,11 von 10  | 44 von 167      | Unvollständige Demokratie 0 = autoritäres Regime / 10 = vollständige Demokratie                                              | 2024 |
| Freedom in the World Index         | 53 von 100   | —               | Freiheitsstatus: teilweise frei 0 = unfrei / 100 = frei                                                                      | 2024 |
| Rangliste der Pressefreiheit       | 52,1 von 100 | 107 von 180     | Schwierige Lage für die Pressefreiheit 100 = gute Lage / 0 = sehr ernste Lage                                                | 2024 |
| Korruptionswahrnehmungsindex (CPI) | 50 von 100   | 57 von 181      | 0 = sehr korrupt / 100 = sehr sauber                                                                                         | 2024 |

### Außenpolitik

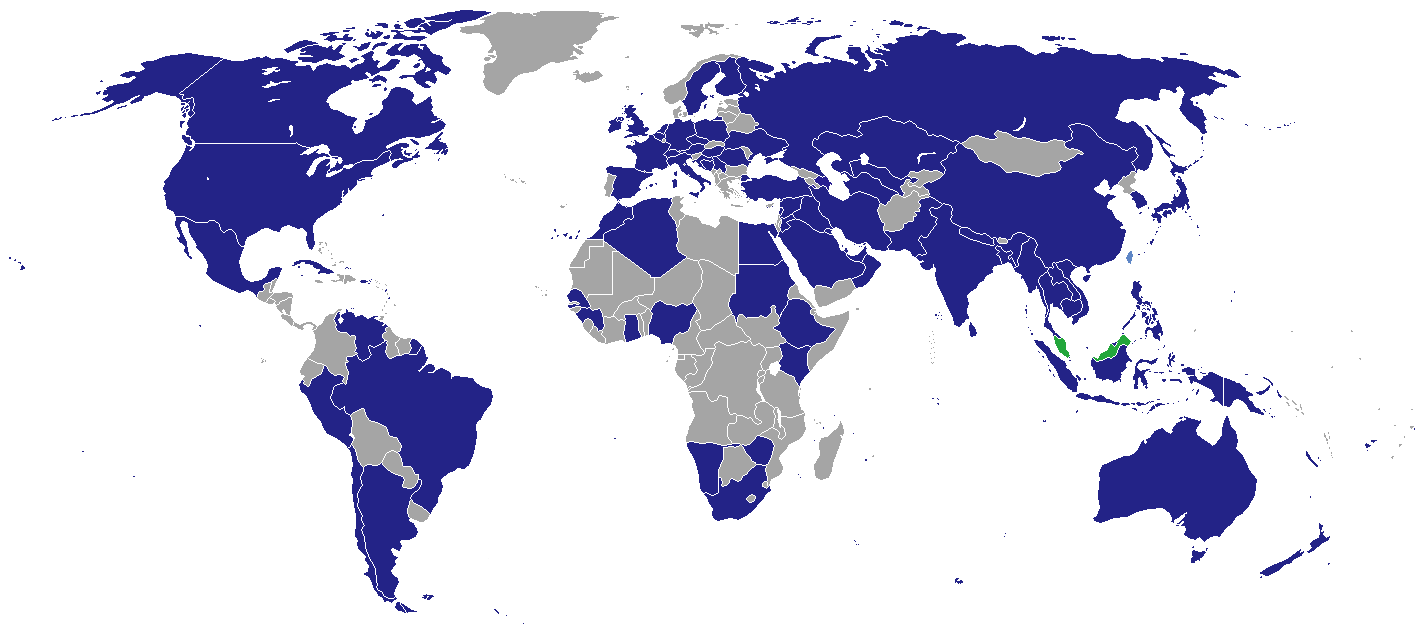
Standorte der diplomatischen Vertretungen von Malaysia

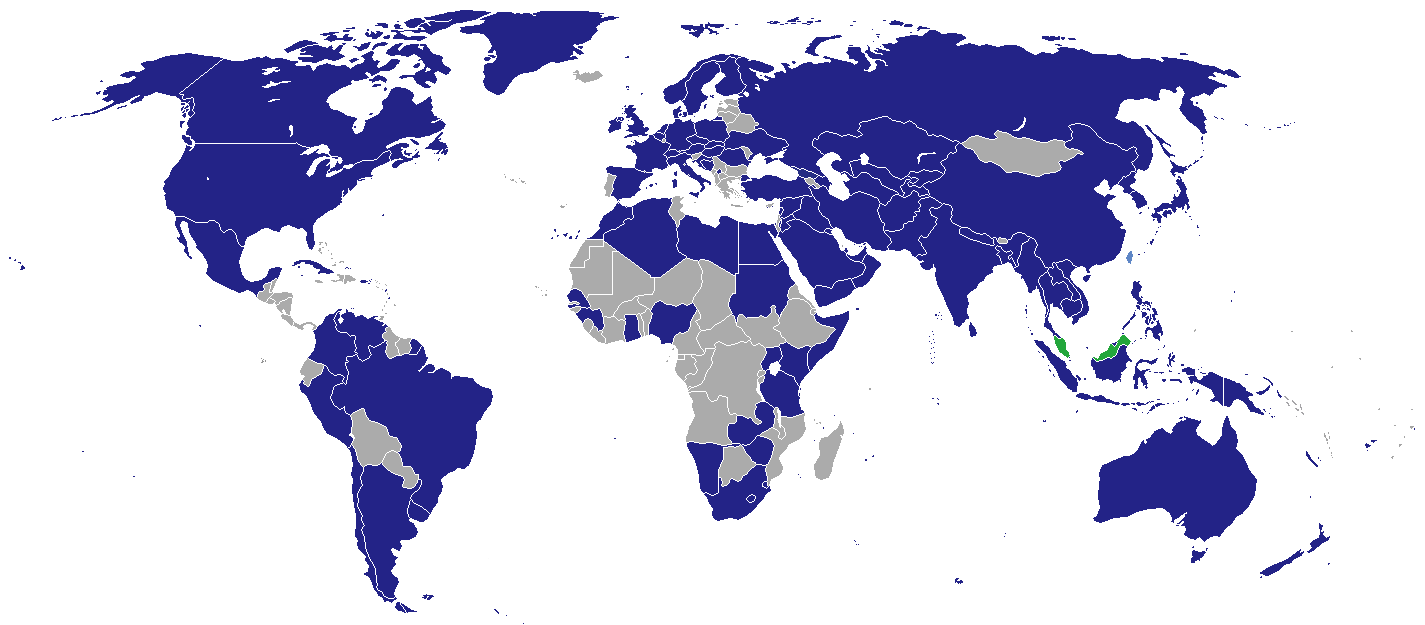
Staaten mit diplomatischen Vertretungen in Malaysia

Malaysias Außenpolitik wird durch seine geografische Lage, seine Integration in den weltweiten Handel und seine eigene demografische Zusammensetzung bestimmt. Leitlinien der Außenpolitik sind Nichteinmischung in die inneren Angelegenheiten und Förderung des Austauschs mit anderen Schwellenländern.
Malaysia ist Mitglied der Bewegung der Blockfreien Staaten, Gruppe der acht Entwicklungsländer, des Commonwealth of Nations und in der Gruppe der 77. Ein besonderes Interesse verbindet Malaysia mit den Ländern des Nahen Osten, wobei das Land keine diplomatischen Beziehungen zu Israel unterhält. Seit Amtsantritt von Premierminister Najib tritt Malaysia im Nahen Osten zurückhaltender auf. Malaysia hat sich Koalitionen gegen den IS-Terrorismus angeschlossen, schließt aber eigene militärische Unterstützung ohne UN-Mandat aus. Malaysia stellt zudem Truppen für die UN bereit.
Malaysia sieht sich als ASEAN-Gründungsmitglied der zentralen Rolle ASEANS und der enger werdenden Zusammenarbeit der Mitgliedstaaten verpflichtet. Unter malaysischem Vorsitz wurde 2015 die ASEAN Economic Community ins Leben gerufen und verstärkte Malaysias regionale Einbettung. Malaysia nimmt in der Organisation eine wichtige Rolle ein. Zusätzlich zu den ASEAN-zentrierten regionalen Aktivitäten ist Malaysia Mitglied in einer Vielzahl anderer internationaler und regionaler Organisationen religiöser (Organisation für Islamische Zusammenarbeit) wie wirtschaftlicher Ausprägung, darunter auch solche der Süd-Süd-Zusammenarbeit. Zu den beiden bedeutendsten Partnern außerhalb der ASEAN – China und USA – ist Malaysia auf Interessenausgleich ausgerichtet. Das Verhältnis zu China wird als „Umfassende strategische Partnerschaft“ qualifiziert. Es ist durch intensive wirtschaftliche Kontakte sowie ausländische Direktinvestitionen Chinas in Malaysia sowie dessen vielfältigen kulturellen und wissenschaftliche Verbindungen geprägt. China ist Malaysias wichtigster Handelspartner. Ein besonderer Aspekt der Beziehung ist der Umstand, dass ein gutes Fünftel der malaysischen Bevölkerung chinesisch-stämmig ist. Konkurrierende Gebietsansprüche im süd-chinesischen Meer konnten bisher aber nicht geklärt werden. Die Beziehungen zu den westlichen Ländern einschließlich der USA, Australien und der EU bleiben von großer Bedeutung. Dies gilt insbesondere in Hinblick auf Sicherheitspolitik, Handel und Investitionen sowie den Technologietransfer und den Studentenaustausch.
Zu allen Mitgliedsstaaten der Europäischen Union bestehen gute Beziehungen. Die Auswärtige der Europäischen Union ist in Kuala Lumpur mit einer EU-Delegation Großbritannien als ehemalige Kolonialmacht nimmt eine Sonderstellung ein.

### Menschenrechte
Im Mai 2018 wurde Mahathir Mohamad überraschend Premierminister. Zu seinen Wahlversprechen zählten unter anderem die Stärkung der Menschenrechte in Malaysia.
Todesstrafe
Die Todesstrafe steht in Malaysia unter anderem auf Mord, Entführung, Terrorismus, Schusswaffenbesitz und Drogenhandel, teilweise zwingend. Sie wird in Anlehnung an die Durchführung in der britischen Kolonialzeit durch Erhängen vollzogen (Stand 2018). Ende 2018 warten laut Angaben der Regierung in den Todestrakten malaysischer Gefängnisse fast 1.200 Verurteilte auf die Vollstreckung des Todesurteils.
Das Parlament berät seit Oktober 2018 über einen Kabinettsbeschluss, welcher die Abschaffung der Todesstrafe vorsieht. Die Regierung hat in diesem Zuge alle Exekutionen ausgesetzt. 2017 wurden die letzten Exekutionen in Malaysia vollzogen.
2013 wurden noch mehr als 100 Todesurteile jährlich in Malaysia gefällt, 70 % wegen Drogenschmuggels. Jedoch wurden sie selten vollstreckt.
Rechtliche Stellung Homosexueller
Homosexualität ist in Malaysia – im Gegensatz zu den meisten anderen benachbarten südostasiatischen Staaten – grundsätzlich strafbar. Aus diesem Grund existieren auch keine Antidiskriminierungsvorschriften zum Schutz der sexuellen Orientierung oder eine offizielle Anerkennung gleichgeschlechtlicher Paare. Vielmehr ist zu beobachten, dass vorsichtigen Versuchen, in der Öffentlichkeit und den Medien eine objektive Thematisierung zu erreichen, zunehmend staatliche Repression entgegengesetzt wird.
Im Februar 2015 wurde der malaysische Oppositionsführer Anwar Ibrahim wegen eines angeblichen homosexuellen Verhältnisses mit einem Mitarbeiter zu fünf Jahren Haft verurteilt. Anwar selbst und Menschenrechtsorganisationen wie Amnesty International und Human Rights Watch kritisierten das Verfahren als politisch motiviert.

### Militär
Die Streitkräfte Malaysias (Angkatan Tentera Malaysia) unterteilen sich bei einer Gesamtstärke von knapp über 100.000 aktiven Soldaten in Heer, Luftstreitkräfte und Marine. Die Streitkräfte von Malaysia können ihre Geschichte auf frühere militärische Einheiten zurückführen, die bereits unter britischer Kolonialherrschaft entstanden. Die Briten konzentrierten ihre Soldaten, deren Mannschaften üblicherweise aus Indien stammten, in Singapur. In den Sultanaten wurden nur bewaffnete Polizeieinheiten aus Indern aufgestellt, so die 1st Perak Sikhs (1874), Selangor Military Force (1875, 530 Mann) sowie Sungei Ujung Police (1874). Im Vertrag 1895 verpflichteten sich die Fürsten kollektiv die Malay States Guides zu finanzieren, die aus den Polizeitruppen gebildet wurden. Dazu kam das 1st Battalion Perak Sikhs. Sämtliche dieser Söldner wurden im Punjab rekrutiert und von Briten kommandiert. Eine europäische Miliz, die Malay States Volunteer Rifles wurde 1902 aufgestellt (1911: 561 Mann, 22 Offiziere, 6 Monate Ausbildung). Die First Malay Experimental Company wurde am 1. März 1933 aufgestellt und bestand aus malaiischen Rekruten und britischen Ausbildern. 1935 wurde sie zum Malay Regiment aufgewertet, kurze Zeit später wurden erstmals auch Malaien als Offiziere eingesetzt, statt wie zuvor lediglich als einfache Mannschaften. Als Japan im Zweiten Weltkrieg große Teile Südostasiens eroberte, beteiligte sich das auf nun 1400 Soldaten angewachsene Malay Regiment zusammen mit britischen Einheiten an der letztlich erfolglosen Verteidigung der malaiischen Halbinsel und Singapurs. Während der japanischen Besatzungszeit wurde es aufgelöst. Das Malay Regiment, das bereits im September 1945 mit den überlebenden Veteranen der Vorkriegseinheit wiederaufgestellt worden war, wurde konstant verstärkt und hatte 1953 eine Stärke von sieben Bataillonen bzw. etwa 5000 Soldaten erreicht. 1952 wurden zusätzlich das Federation Regiment und die Federation Armoured Car Squadron gegründet. Die Föderation Malaya (zu diesem Zeitpunkt noch britische Kolonie) verfügte nun erstmals über eine de jure eigene Armee. Am 31. August 1957 erlangte die Föderation Malaya, bestehend aus den neun malaiischen Sultanaten sowie den beiden Straits Settlements Penang und Malakka, ihre Unabhängigkeit. Die Malayan Emergency, der Kampf mit der Malayan Races Liberation Army (MRLA) dauerte bis 1960. Am 16. September 1963 wurde eine neue Föderation unter dem Namen Malaysia gegründet, welche zusätzlich die britische Kronkolonie Singapur sowie die Protektorate Nordborneo (heute Sabah) und Sarawak umfasste. Die heutigen Streitkräfte wurden aus den Einheiten der Föderation Malaya und den Sarawak Rangers formal neu gegründet. Die frühen Jahre waren durch territoriale Ansprüche der Nachbarn bestimmt, insbesondere durch die von Indonesien veranlasste Konfrontasi (1963–1966), durch das Ausscheiden Singapurs aus der Föderation im Jahre 1965 sowie durch den Nordborneo-Disput, in dem die Philippinen den Anspruch auf Sabah (das frühere Nord-Borneo) geltend machen wollen. Die Streitkräfte von Malaysia wurden dabei im Rahmen des ANZAM und des Anglo-Malayan Defense Agreement bis 1971 von Australien und Großbritannien unterstützt. Ab den 1990er Jahren wurden die Streitkräfte von Malaysia umfassend modernisiert. Zudem beteiligte sich Malaysia an weltweiten Friedensmissionen.
Malaysia gab 2017 knapp 1,1 Prozent seiner Wirtschaftsleistung oder 3,5 Milliarden Dollar für seine Streitkräfte aus.

### Polizei
Die Polis Diraja Malaysia (Königliche malaysische Polizei) ist die Polizeibehörde von Malaysia. Ihr zugehörig ist auch die Spezialeinheit Pasukan Gerakan Khas.

## Wirtschaft

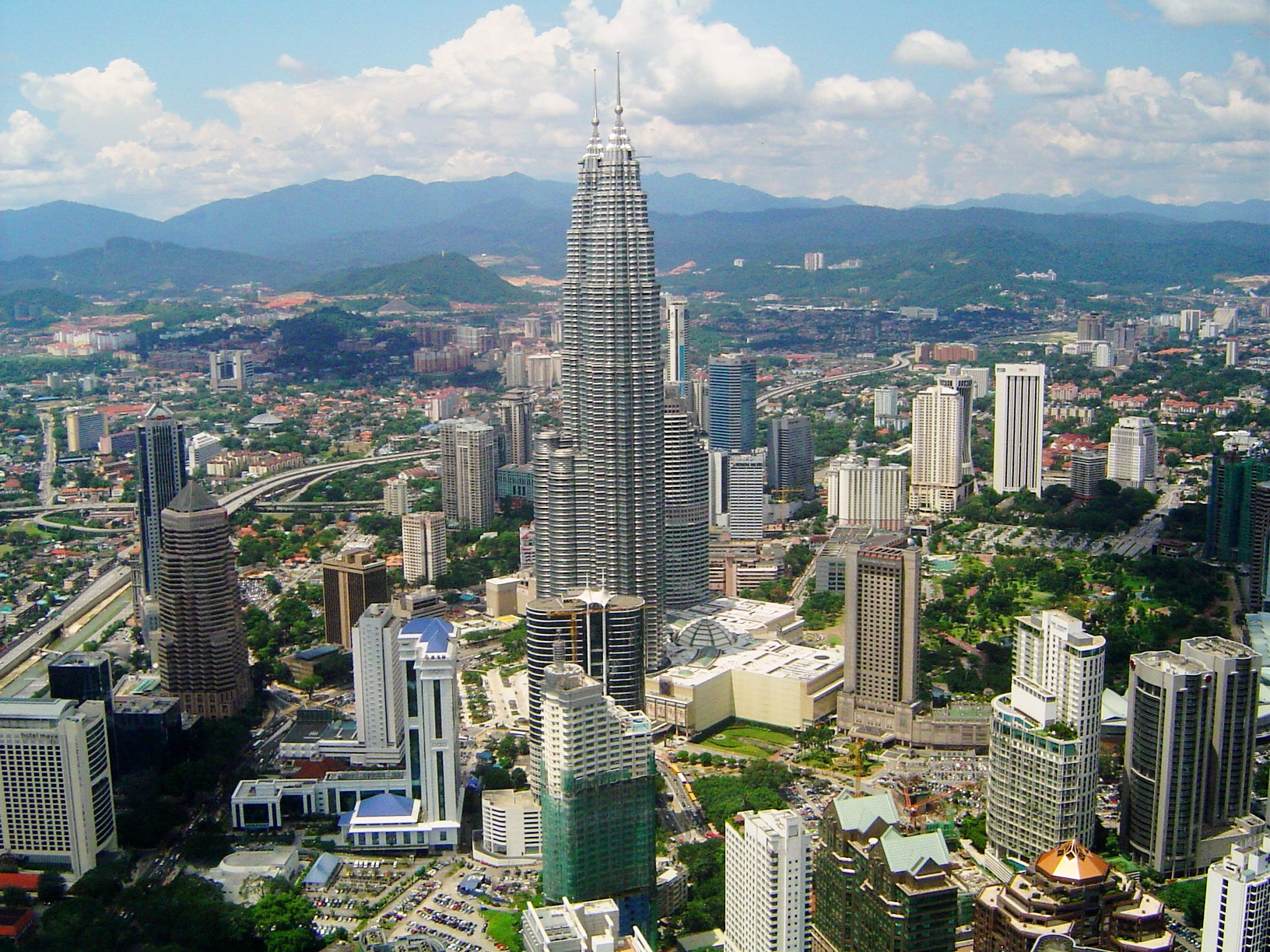
Petronas Towers in Kuala Lumpur

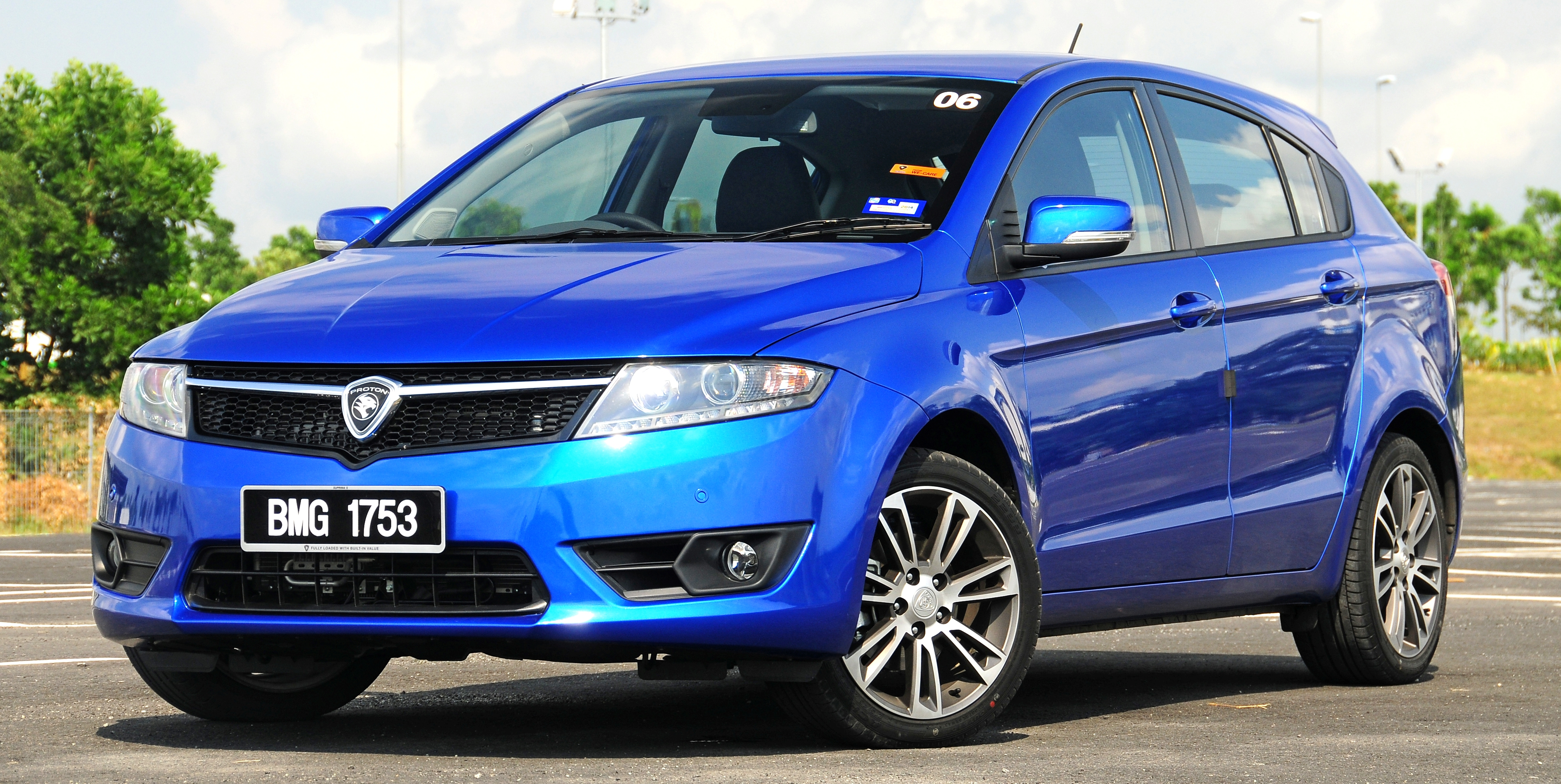
Modell des Automobilherstellers Proton

### Allgemein
Malaysia ist ein an Bodenschätzen und Rohstoffen (Zinn, Kautschuk, Palmöl, Erdöl) reiches Land. Zudem beheimatet Malaysia die Automobilhersteller Inokom, Perodua und Proton sowie den Ölmulti Petronas. Seit Beginn der 1990er-Jahre erfolgte eine rasante industrielle Entwicklung, die das Land in die Reihe der aufstrebenden Schwellenländer aufrücken ließ.
Malaysia gilt ökonomisch und politisch als eines der stabilsten Länder Südostasiens, in dem die Konvergenz von Tradition und Moderne, Islam und Kapitalismus propagiert wird. Es ist Mitglied der ASEAN, der D-8 und der G15. Durch diese Ausrichtung erfuhr das Land einen grundlegenden Wandel von einem zuvor mehrheitlichen Agrarstaat hin zu einem technisierten und kapitalintensiven Industriestandort mit hohem Entwicklungspotenzial. Das Land hat sich seit den Neunzigern stark für ausländische Investoren geöffnet. Ein weiterer Vorteil ist die weltweite Vernetzung der chinesischen („Bambus-Netzwerk“) und indischen Minderheit des Landes.
Die Wirtschaft ist trotz einiger Liberalisierungsmaßnahmen weiter staatsseitig reguliert. Ethnische Malaien werden gegenüber Ausländern und malaysischen Chinesen im Geschäftsleben vielfach bevorzugt.
Die ab 1997 auftretende Asienkrise traf allerdings auch Malaysia, doch hat sich die Wirtschaft inzwischen wieder erholt und verzeichnet ein erneutes Wachstum von etwa 5 bis 6 %. Im Jahr 2012 wurden mehr als 600 Fusionen- und Akquisitionen im Wert von mehr als 23 Mrd. USD mit der Beteiligung von malaysischen Unternehmen angekündigt. Die Inflationsrate betrug 2017 etwa 3,8 %. Das Bruttoinlandsprodukt betrug im Jahre 2016 9.360 US$ pro Einwohner (Vergleichbar mit Russland). Die Arbeitslosenquote wird 2016 mit 3,4 % angegeben und liegt damit relativ niedrig. Unterbeschäftigung ist dabei nicht einberechnet. 2012 arbeiteten 11 % aller Arbeitskräfte in der Landwirtschaft, 36 % in der Industrie und 53 % im Dienstleistungssektor. Die Gesamtzahl der Beschäftigten wird für 2017 auf 14,9 Millionen geschätzt, davon 38,1 % Frauen. Arbeitsmigranten machen 20 bis 30 Prozent der Belegschaften in Malaysia aus. Insgesamt leben (Stand 2021) etwa vier bis sechs Millionen Einwanderer in Malaysia. Die meisten Arbeitsmigranten kommen aus Nepal, Bangladesch, Indonesien oder Myanmar. Die malaysischen Löhne sind für die Menschen eine Chance, ihre Familien in den Heimatländern besser zu versorgen. Im Jahr 2018 überwiesen ausländische Arbeiter mehr als [umgerechnet] 8,4 Milliarden Euro an ihre Familien ins Ausland.
Im Global Competitiveness Report des World Economic Forum belegte Malaysia 2016 Platz 25 weltweit, damit war es das asiatische Land mit der sechsthöchsten Wettbewerbsfähigkeit. Der Index für wirtschaftliche Freiheit 2024 des Landes war der 45 höchste von 176 Ländern.
| Jahr                                    | 2010   | 2015   | 2016   | 2017   | 2018   | 2019   | 2020   | 2021   | 2022   | 2023   |
| --------------------------------------- | ------ | ------ | ------ | ------ | ------ | ------ | ------ | ------ | ------ | ------ |
| BIP in Mrd. USD (Kaufkraftparität)      | 535,6  | 752,6  | 793,5  | 854,7  | 914,7  | 967,6  | 931,1  | 1022,4 | 1192,4 | 1279,2 |
| BIP pro Kopf in USD (Kaufkraftparität)  | 18.733 | 24.132 | 25.085 | 26.690 | 28.247 | 29.750 | 28.696 | 31.385 | 36.517 | 38.694 |
| BIP-Wachstum (real)                     | 7,5 %  | 5,0 %  | 4,5 %  | 5,8 %  | 4,8 %  | 4,4 %  | −5,5 % | 3,3 %  | 8,9 %  | 3,6 %  |
| Inflation (in Prozent)                  | 1,7 %  | 2,1 %  | 2,1 %  | 3,8 %  | 1,0 %  | 0,7 %  | −1,1 % | 2,5 %  | 3,4 %  | 2,5 %  |
| Staatsverschuldung (in Prozent des BIP) | 51 %   | 57 %   | 56 %   | 54 %   | 56 %   | 57 %   | 68 %   | 69 %   | 66 %   | 70 %   |

### Finanzwirtschaft
Der Staatsfonds des Landes, der Khazanah Nasional wirkt als strategischer Arm der Regierung und investiert in zahlreiche Branchen. Die Wertpapierbörse Malysias ist die Bursa Malaysia mit ihrem Leitindex FTSE Bursa Malaysia KLCI.

### Tourismus
Der Tourismus hat eine hohe Bedeutung für die Wirtschaft des Landes. Mit über 26,7 Millionen Touristen stand Malaysia 2016 auf Platz 12 der meistbesuchten Länder der Welt. Die Tourismuseinnahmen beliefen sich im selben Jahr auf über 18 Mrd. US-Dollar. Die am häufigsten besuchte Stadt in Malaysia ist Kuala Lumpur. Die meisten Besucher im Land kommen aus Singapur, Indonesien und der Volksrepublik China.

### Außenhandel
Malaysia ist sehr exportorientiert und hat sich als Vollmitglied der Welthandelsorganisation sowie in ASEAN und APEC für den Abbau von Handelsschranken engagiert. Das Außenhandelsvolumen entspricht dem 1,2-fachen des Bruttosozialproduktes. Damit ist die Inlandskonjunktur auch von der Nachfrage in den Hauptabsatzmärkten abhängig. Die wichtigsten Exportgüter sind elektronische Güter (36,6 %). Der Anteil von Rohöl, Ölprodukten, Flüssiggas (LNG), von Palmöl, Palmölprodukten und Kautschukprodukten an den malaysischen Exporten ist weiterhin auf nunmehr noch rd. 22 Prozent gesunken. Zu Beginn 2017 können wieder leicht steigende Rohstoffpreise verzeichnet werden. Durch die relativ erfolgreiche Positionierung der herstellenden Industrie wuchsen die malaysischen Exporte 2016 um 1,5 Prozent.
Wichtigster Handelspartner ist seit 2009 die Volksrepublik China. Die Top 10 Handelspartner liegen mit Ausnahme der USA in der Region. Der Gesamtanteil der EU-Mitgliedstaaten am Außenhandel Malaysias lag bei konstant 10,1 Prozent. Deutschland ist der wichtigste Handelspartner in der EU. Der Außenhandel mit Deutschland stieg 2016 an und liegt nun bei rund 12,3 Mrd. EUR. Die deutschen Exporte nach Malaysia waren mit 4,8 Mrd. EUR annähernd auf Vorjahresniveau, die Einfuhren nach Deutschland stiegen um 4,5 Prozent auf 7,6 Mrd. EUR. Damit weist Deutschland mit Malaysia eine negative Handelsbilanz von 2,8 Mrd. € aus.
| Entwicklung des Außenhandels (GTAI) in Mrd. US-Dollar und seine Veränderung gegenüber dem Vorjahr in Prozent | Entwicklung des Außenhandels (GTAI) in Mrd. US-Dollar und seine Veränderung gegenüber dem Vorjahr in Prozent | Entwicklung des Außenhandels (GTAI) in Mrd. US-Dollar und seine Veränderung gegenüber dem Vorjahr in Prozent | Entwicklung des Außenhandels (GTAI) in Mrd. US-Dollar und seine Veränderung gegenüber dem Vorjahr in Prozent | Entwicklung des Außenhandels (GTAI) in Mrd. US-Dollar und seine Veränderung gegenüber dem Vorjahr in Prozent | Entwicklung des Außenhandels (GTAI) in Mrd. US-Dollar und seine Veränderung gegenüber dem Vorjahr in Prozent | Entwicklung des Außenhandels (GTAI) in Mrd. US-Dollar und seine Veränderung gegenüber dem Vorjahr in Prozent |
| --- | --- | --- | --- | --- | --- | --- |
| | 2019 | 2019 | 2020 | 2020 | 2021 | 2021 |
| Mrd. USD | % gg. Vj. | Mrd. USD | % gg. Vj. | Mrd. USD | % gg. Vj. | |
| Einfuhr | 205,0 | −6,0 | 190,4 | −7,1 | 238,2 | +25,1 |
| Ausfuhr | 240,2 | −3,4 | 234,1 | −2,6 | 299,2 | +27,8 |
| Saldo | +35,3 | | +43,6 | | +61,0 | |

| Export (in Prozent) nach | Export (in Prozent) nach | Import (in Prozent) von | Import (in Prozent) von |
| ------------------------ | ------------------------ | ----------------------- | ----------------------- |
| Volksrepublik China      | 15,5                     | Volksrepublik China     | 23,3                    |
| Singapur                 | 14,0                     | Singapur                | 9,5                     |
| Vereinigte Staaten       | 11,5                     | Taiwan                  | 7,6                     |
| Hongkong                 | 6,2                      | Vereinigte Staaten      | 7,6                     |
| Japan                    | 6,1                      | Japan                   | 7,5                     |
| Thailand                 | 4,2                      | Indonesien              | 5,7                     |
| Vietnam                  | 3,7                      | Südkorea                | 5,1                     |
| sonstige Staaten         | 38,8                     | sonstige Staaten        | 33,8                    |

### Staatshaushalt
Der Staatshaushalt umfasste 2016 Ausgaben von umgerechnet 63,0 Mrd. US-Dollar, dem standen Einnahmen von umgerechnet 52,4 Mrd. US-Dollar gegenüber. Daraus ergibt sich ein Haushaltsdefizit in Höhe von 3,6 % des BIP. Die Staatsverschuldung betrug im dritten Quartal 2012 159 Mrd. US-Dollar oder 51,8 % des BIP. Von der Ratingagentur Standard & Poor’s werden die Staatsanleihen des Landes mit der Note A− bewertet und der Ausblick gilt als stabil (Stand 2018). Das Land verfügt damit über eine relativ hohe Kreditwürdigkeit und kann neue Kredite zu moderaten Zinsen aufnehmen.
Aus dem 16,3 Mrd. US-Dollar umfassenden Budget für Entwicklungsausgaben, investierte Malaysia 2012 in die Bereiche
- Gesundheit:[84] 622 Mio. US-Dollar (3,9 %),
- Bildung:[84] 2,8 Mrd. US-Dollar (17,4 %) und für
- Sicherheit:[84] 1,4 Mrd. US-Dollar (8,8 %).

Die Ausgaben für Sicherheit gliedern sich in den Verteidigungshaushalt (1,2 Mrd. US-Dollar) und den Haushalt für die Innere Sicherheit (272 Mio. US-Dollar).
2020 betrug der Anteil der Staatsausgaben (in % des BIP) folgender Bereiche:
- Gesundheit: 4,1 %
- Bildung: 3,9 %
- Militär: 0,9 % (2023)

## Infrastruktur
Dank hoher Investitionen und eines jahrzehntelangen Wirtschaftsaufschwungs verfügt Malaysia inzwischen über eine relativ leistungsfähige Infrastruktur. Im Logistics Performance Index, der von der Weltbank erstellt wird, belegte Malaysia 2018 den 41. Platz unter 160 Ländern.

### Eisenbahn
Geschichte

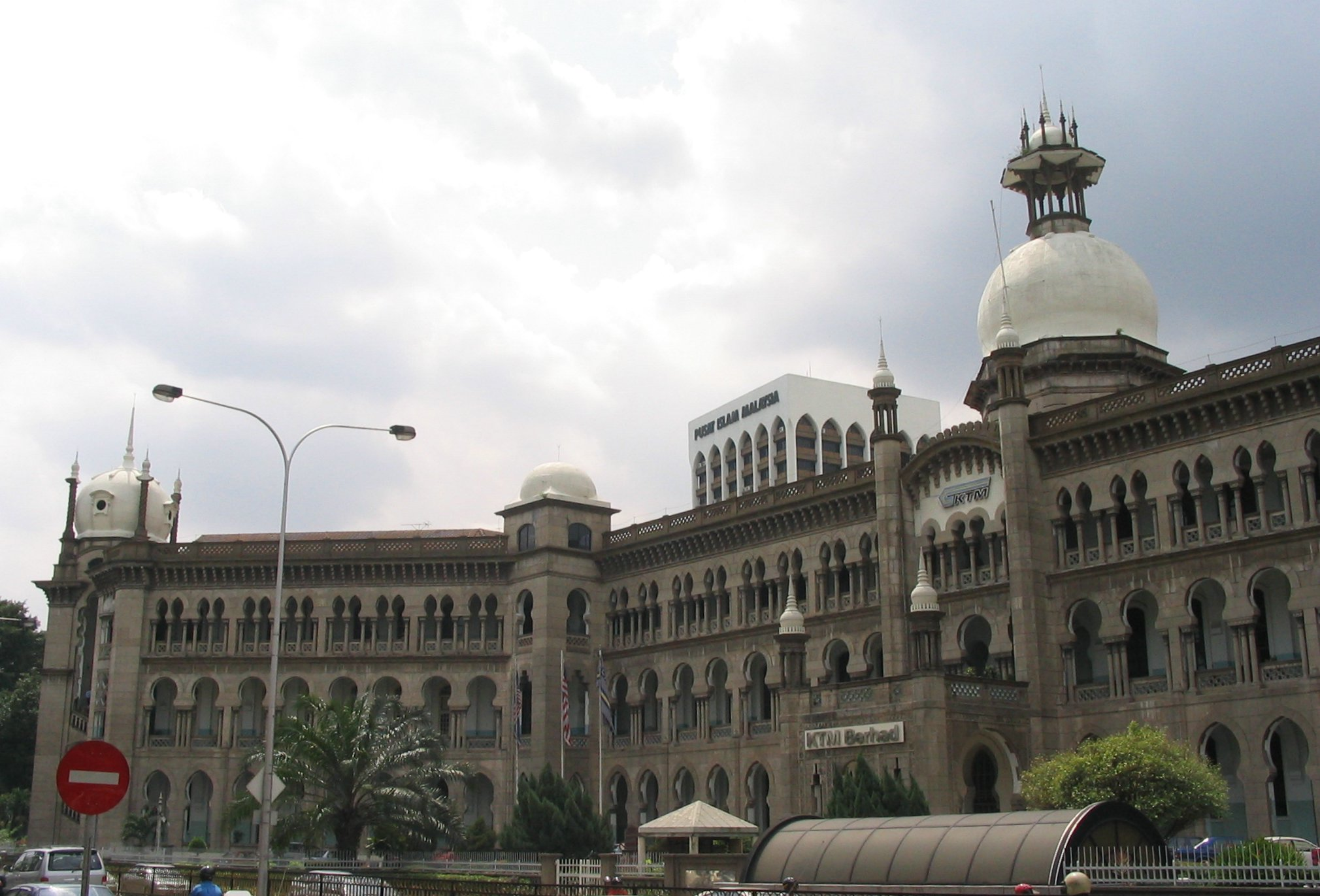
Verwaltungsgebäude der Eisenbahn in Kuala Lumpur

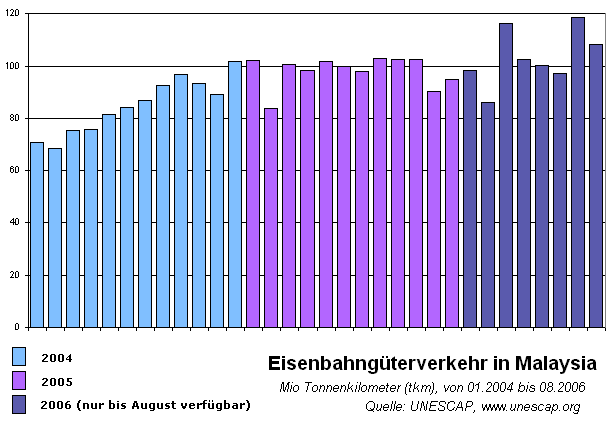
Eisenbahngüterverkehr in Malaysia, Mio. tkm, 2004–2006

Die erste Eisenbahn in Malaysia führte von Taiping nach Port Weld und wurde am 1. Juni 1885 eröffnet. 1886 folgte eine Strecke von Kuala Lumpur zum Hafen von Klang. 1903 erreichte die Bahn im Norden Butterworth gegenüber von Penang und im Süden Negri Sembilan. Ebenfalls 1903 wurde die Strecke von Singapur nach Woodlands eröffnet. 1910 war der durchgehende Eisenbahnverkehr zwischen Kuala Lumpur und Singapur möglich, allerdings verkehrte vom Festland nach Singapur noch eine Fähre. Die feste Verbindung, ein Straßen- und Eisenbahndamm, wurde erst 1923 fertiggestellt. Nachdem Großbritannien 1909 die nördlichen Sultanate von Thailand zugunsten von Malaya annektiert hatte, wurde die Bahn im Norden vorangetrieben. Der grenzüberschreitende Verkehr mit Thailand wurde 1918 über Padang Besar in Betrieb genommen, der östliche Grenzübergang bei Su-ngai Kolok zum 1. November 1921.
Infrastruktur
Die Eisenbahninfrastruktur von Malaysia umfasst 1792 Streckenkilometer (Stand 2011). Davon sind 1735 km in der für Malaysia historisch üblichen Meterspur, 57 km in Normalspur von 1435 mm ausgeführt. Der überwiegende Teil des Netzes verläuft auf dem Festland und wird von der Keretapi Tanah Melayu (Malaiischen Eisenbahn) betrieben. Etwa 207 km Strecke sind elektrifiziert, die meisten davon befinden sich auf der Westseite der Halbinsel im Großraum Kuala Lumpur. Eine zweigleisige für eine Höchstgeschwindigkeit von 160 km/h ausgelegte Neubaustrecke von Kuala Lumpur nach Ipoh wurde Anfang 2008 fertiggestellt. Nördlich Ipohs entsteht zurzeit die Verlängerung bis Padang Besar in der Nähe der Grenze zu Thailand im Rahmen des Electrified double track projects (EDTP). Diese soll im November 2014 fertiggestellt sein und die Verbindung der Bundesstaaten Perak, Penang, Kedah und Perlis mit der Hauptstadt verbessern.
Im grenzüberschreitenden Verkehr gibt es eine Strecke nach Thailand, die dort an die thailändische Südbahn anschließt. Im Süden besteht die grenzüberschreitende Verbindung nach Singapur. Die Züge KTM verkehren allerdings seit Juli 2011 nur noch bis Woodlands Train Checkpoint (WTCP) und fahren den historischen Endbahnhof Tanjong Pagar Railway Station nicht mehr an.
Darüber hinaus gibt es die Keretapi Negeri Sabah, die Staatsbahn des Bundesstaates Sabah, die eine 134 km lange Strecke in der Spurweite 1000 mm auf Borneo betreibt.
In Kuala Lumpur verkehren mit Kuala Lumpur Star Light Rail Transit, Kuala Lumpur Putra Light Rail Transit, KLIA-Ekspres und KLIA-CRS und Kuala Lumpur Monorail mehrere schienengebundene Nahverkehrsangebote.

### Straße

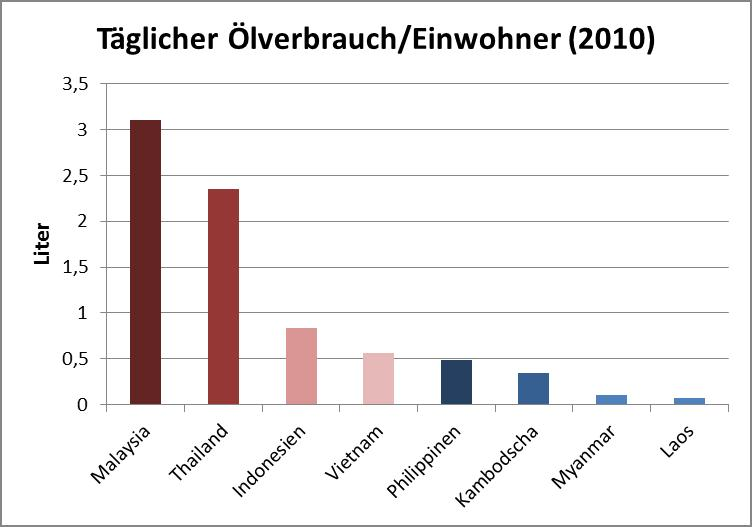
Täglicher Ölverbrauch einiger Länder in Südostasien, Liter pro Tag/Einwohner

Aufgrund der britischen Kolonialvergangenheit herrscht Linksverkehr. Malaysia verfügt über etwa 125.800 km befestigte Straße (Stand 2011), davon etwa 1.630 km Autobahn. So verbindet der North-South Expressway etwa den Nordzipfel von Malaysia an der Grenze zu Thailand mit Johor Bahru an der Grenze zu Singapur im Süden. Die Autobahnen sind größtenteils mautpflichtig, die Gebühr wird dabei direkt an Ort und Stelle an Mautstationen kassiert.
Während in den Ballungszentren die Straßen vorbildlich ausgebaut sind, findet man abseits der dicht besiedelten Gebiete, speziell in Ostmalaysia oder an der Ostküste der malaiischen Halbinsel, zahlreiche Straßen ohne Asphalt. Aufgrund der schlecht ausgebauten Straßen in abgelegenen Gegenden Ostmalaysias sind dort Wasserwege und Schiffsverbindungen besonders von Bedeutung.
Ende 2011 waren in Malaysia über 21,4 Millionen Kraftfahrzeuge registriert, davon knapp zehn Millionen Motorräder. Der Staat subventioniert den Verkauf von Benzin, Diesel und Flüssiggas und legt einen verbindlichen Verkaufspreis fest. Der Benzinpreis für RON 95 liegt seit 1. Oktober 2014 bei RM 2,30 pro Liter umgerechnet EUR 0,56 (Kurs: 2. Nov 2014).
2013 kamen in Malaysia insgesamt 24 Verkehrstote auf 100.000 Einwohner. Zum Vergleich: In Deutschland waren es im selben Jahr 4,3 Tote. Insgesamt kamen damit über 7.000 Personen im Straßenverkehr ums Leben.
Die Bukit-Bunga-Ban-Buketa-Brücke ist die neueste Straßenbrücke nach Thailand.

### Wasserwege
Wichtige Seehäfen befinden sich in den Städten Tanjong Kidurong, Kota Kinabalu, Kuching, Pasir Gudang, Penang, Port Klang, Sandakan und Tawau. Daneben verfügt das Land über etwa 7200 km schiffbarer Wasserwege, wobei davon 4000 km in Ostmalaysia liegen. Malaysia hat 189 Flüsse, davon 89 auf der Malaiischen Halbinsel und 100 auf Borneo (dort 78 in Sabah und 22 in Sarawak). Der längste Fluss auf der Halbinsel ist mit 459 km der Sungai Pahang, gefolgt vom Sungai Muar (Malayalam sungai, „Fluss“).

### Luftfahrt
Malaysia hat, nicht zuletzt wegen seiner Geographie, ein sehr dichtes Netz von Inlandsflugverbindungen. Die nationale Fluglinie des Landes heißt Malaysia Airlines, daneben ist mit Air Asia die erste Billigfluggesellschaft Südostasiens in Kuala Lumpur beheimatet. Malaysia Airlines bedient zahlreiche Flughäfen innerhalb Malaysias und Südostasiens, bietet aber auch Langstreckenflüge in Richtung Europa und Nordamerika an. Der größte und wichtigste Flughafen des Landes ist der Kuala Lumpur International Airport, er wurde im Jahre 1998 eröffnet.

### Feuerwehr
In der Feuerwehr in Malaysia waren im Jahr 2019 landesweit 8.928 Berufs- und 11.338 freiwillige Feuerwehrleute organisiert, die in 193 Feuerwachen und Feuerwehrhäusern, in denen 426 Löschfahrzeuge und 25 Drehleitern bzw. Teleskopmasten bereitstehen, tätig sind. Die nationale Feuerwehrorganisation Jabatan Bomba dan Penelamat Malaysia repräsentiert die malaysischen Feuerwehren.

## Kultur

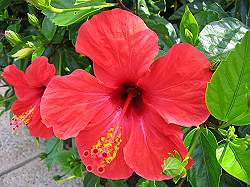
Hibiskusblüte

- Der Hibiskus ist die Nationalblume von Malaysia.
- Der bekannteste malaysische Zeichner und Karikaturist ist Lat.
- Zu den berühmten malaysischen Schauspielern und Sängern gehört P. Ramlee.[96]

### Medien
Die Medien Malaysias sind nicht unabhängig. Ein rigider gesetzlicher Rahmen schränkt ihre freie Entfaltung ein, beispielsweise der Printing Presses and Publications Act (PPPA) von 1984. Dieses Gesetz regelt das Drucken, Importieren, Reproduzieren, Veröffentlichen und Verteilen von Publikationen. Der Innenminister gibt jährliche Lizenzen für Druckerzeugnisse heraus, die jederzeit widerrufen werden können. Bei Nichteinhaltung drohen bis zu drei Jahre Freiheitsstrafe.
Die staatliche Nachrichtenagentur BERNAMA besitzt die Exklusivrechte zur Verbreitung von Wirtschaftsdaten, Nachrichtenbildern und anderem Material über die Printmedien. Die Mehrzahl der klassischen Medienprodukte (Print und Fernsehen sowie Radio) ist in Regierungshand oder gehört regierungsnahen Unternehmen. Oppositionelle Medien gibt es kaum.
Neue Medien sind stark im Kommen. 2008 kamen auf 100 Einwohner 100 Mobiltelefone. Im Jahr 2023 nutzten 97,7 Prozent der Einwohner Malaysias das Internet. Obwohl sich das Internet freier entfalten kann als die klassischen Medien, ist auch hier ein Trend zur Kontrolle und Zensur erkennbar. Vor allem kritische politische Blogs, Online-Zeitungen und Diskussionsforen werden von den Behörden stärker überwacht. Diese erfreuen sich in der Bevölkerung großer Beliebtheit.

### Sport

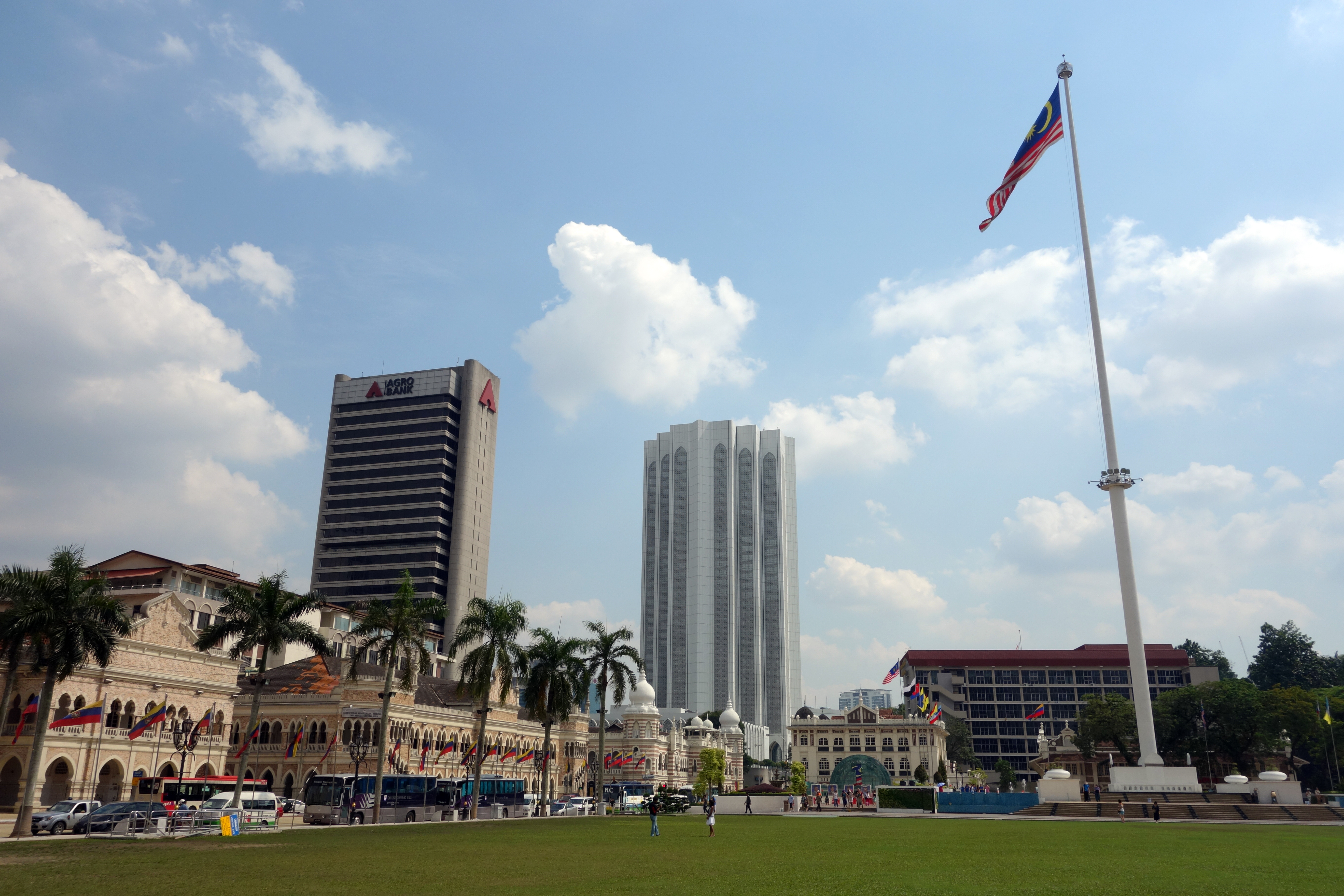
Der Merdeka Square ist ein traditionelles Cricketfeld im Herzen der Hauptstadt Kuala Lumpur

Von 1999 bis 2017 wurde im Automobilsport (Formel 1) jährlich auf dem Sepang International Circuit der Große Preis von Malaysia ausgetragen.
Zu den populärsten Sportarten in Malaysia gehören Badminton, Fußball und Hockey. Vor allem der Badmintonsport hat in Malaysia eine große Tradition. Das Silat gilt als traditionelle Kampfkunst der Malaien.
Cricket erfreut sich in Malaysia zunehmender Beliebtheit und das Land war Gastgeber sowohl der U19-Cricket-Weltmeisterschaft 2008 als auch des U19 Women’s T20 World Cup 2025, an denen die jeweilige Nationalmannschaften teilnahmen.
Special Olympics Malaysia wurde 1999 gegründet und nahm mehrmals an Special Olympics Weltspielen teil.